# Issy-les-Moulineaux
« Issy » redirige ici. Pour les autres significations, voir Issy (homonymie).
Issy-les-Moulineaux (prononcé ) est une commune française dans le département des Hauts-de-Seine en région Île-de-France, au sud-ouest et limitrophe de Paris, en bordure et sur la rive gauche de la Seine.

## Géographie

### Localisation
Issy-les-Moulineaux est une commune située en bordure du 15e arrondissement de Paris, le long du principal axe entre Paris et Versailles et sur la rive gauche de la Seine. La commune est située à 7,5 kilomètres au sud-ouest de la cathédrale Notre-Dame de Paris, point zéro des routes de France et à 3 kilomètres de la mairie du 15e arrondissement.
Elle est localisée à 4 kilomètres à l'est de la sous-préfecture Boulogne-Billancourt et à 11 kilomètres au sud-est de la préfecture Nanterre.
Issy-les-Moulineaux a sur son territoire une île sur la Seine : l'île Saint-Germain.

### Communes limitrophes
Le territoire d'Issy-les-Moulineaux est contigu en son nord par celui de la ville de Paris. Leur limite commune est matérialisée principalement, d'est en ouest, par les rues d'Oradour-sur-Glane et Louis-Armand bordant au sud le boulevard périphérique, la rue du Colonel-Pierre-Avia, le boulevard des Frères-Voisin et le boulevard Gallieni contournant le parc omnisports Suzanne-Lenglen près duquel est situé l'Héliport de Paris - Issy-les-Moulineaux - Valérie-André (ces derniers sites, tous deux côté Paris).
Les autres communes limitrophes d'Issy-les-Moulineaux sont, à l'est Vanves, au sud Clamart, et à l'ouest Meudon. Au nord-ouest, de l'autre côté de la Seine, se trouve la ville de Boulogne-Billancourt.

Situation d'Issy-les-Moulineaux
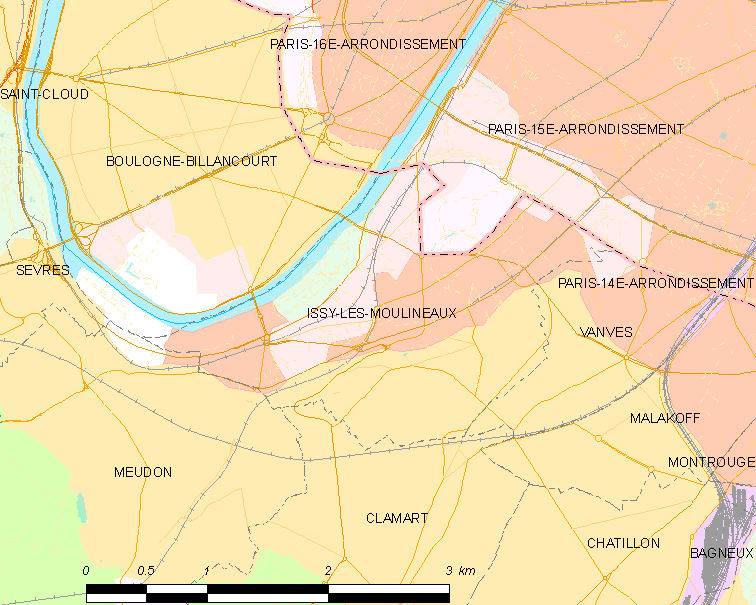
Carte de la commune.
Vue de la commune d'Issy-les-Moulineaux en rouge sur la carte de Paris et de la « Petite Couronne ».

### Géologie et relief
Le relief d'Issy-les-Moulineaux est caractérisé par un fort dénivelé entre le Sud-Ouest de la ville et les bords de Seine.
La superficie de la commune est de 425 hectares ; son altitude varie de 28  à   96 mètres.

### Climat
Pour des articles plus généraux, voir Climat de l'Île-de-France et Climat des Hauts-de-Seine.
En 2010, le climat de la commune est de type climat océanique dégradé des plaines du Centre et du Nord, selon une étude du CNRS s'appuyant sur une série de données couvrant la période 1971-2000. En 2020, Météo-France publie une typologie des climats de la France métropolitaine dans laquelle la commune est exposée à un climat océanique altéré et est dans la région climatique Sud-ouest du bassin Parisien, caractérisée par une faible pluviométrie, notamment au printemps (120 à 150 mm) et un hiver froid (3,5 °C).
Pour la période 1971-2000, la température annuelle moyenne est de 11,7 °C, avec une amplitude thermique annuelle de 15,1 °C. Le cumul annuel moyen de précipitations est de 650 mm, avec 11 jours de précipitations en janvier et 7,9 jours en juillet. Pour la période 1991-2020, la température moyenne annuelle observée sur la station météorologique la plus proche, située sur la commune de Choisy-le-Roi à 12 km à vol d'oiseau, est de 12,7 °C et le cumul annuel moyen de précipitations est de 607,2 mm,. Pour l'avenir, les paramètres climatiques de la commune estimés pour 2050 selon différents scénarios d'émission de gaz à effet de serre sont consultables sur un site dédié publié par Météo-France en novembre 2022.

## Urbanisme

### Typologie
Au 1er janvier 2024, Issy-les-Moulineaux est catégorisée grand centre urbain, selon la nouvelle grille communale de densité à sept niveaux définie par l'Insee en 2022.
Elle appartient à l'unité urbaine de Paris, une agglomération inter-départementale regroupant 407 communes, dont elle est une commune de la banlieue,,. Par ailleurs la commune fait partie de l'aire d'attraction de Paris, dont elle est une commune du pôle principal,. Cette aire regroupe 1 929 communes,.

### Morphologie urbaine

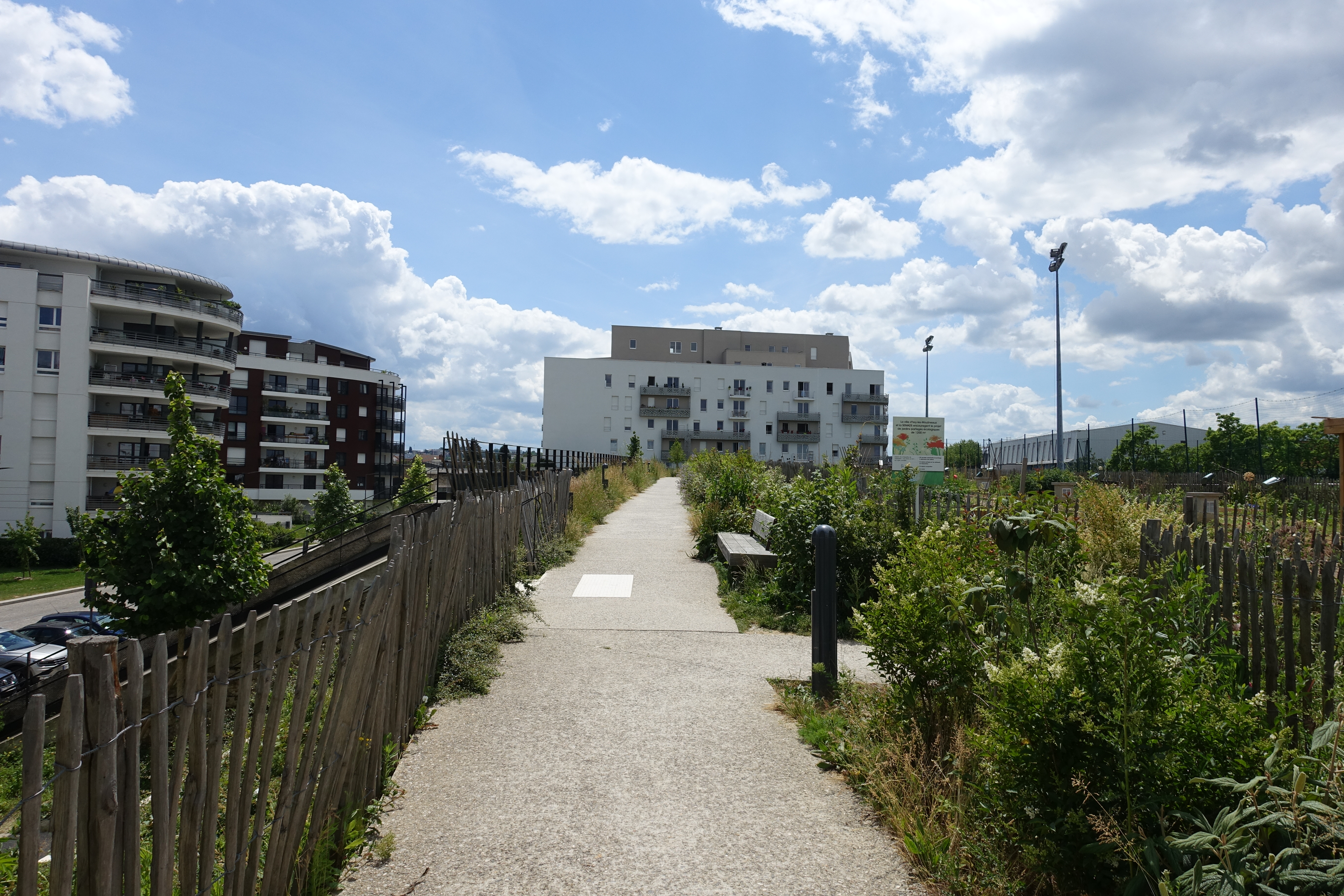
Écoquartier du fort d'Issy.

L’Insee découpe la commune en sept « grands quartiers » soit Les Varennes, Centre-ville, Les Hauts d’Issy, Les Épinettes, La Ferme, Val-de-Seine, Les Îles, eux-mêmes découpés en dix-huit îlots regroupés pour l'information statistique.
| Type d'occupation       | Pourcentage | Superficie (en hectares) |
| ----------------------- | ----------- | ------------------------ |
| Espace urbain construit | 82,3 %      | 348,37                   |
| Espace urbain ouvert    | 12,3 %      | 52                       |
| Espace rural            | 5,4 %       | 22,77                    |
| Source : Iaurif         |             |                          |

Les principaux quartiers d'Issy-les-Moulineaux et les projets urbains qui les accompagnent sont :
- Centre-ville - Corentin Celton - Les Varennes : Ce quartier urbain, desservi par le métro et limitrophe de Paris est le plus dense de la commune. Le vaste îlot urbain Issy Cœur de Ville, visant à dynamiser le centre-ville, a été inauguré en septembre 2022. Situé au cœur d'Issy Les Moulineaux, entre l'Hôtel de Ville et la station de métro Corentin Celton, sa construction a coûté près de 600 millions d'euros pour une surface construite totale de 100 000 m2 dont 13 000 m2 consacrés à un parc arboré situé au centre du complexe. Le nouvel écoquartier s'étend autour du nouveau centre commercial de 17 270 m2[15]. Ce dernier comprend notamment un cinéma UGC (sept salles), 627 logements dont 25 % à caractère social, près de 41 000 m2 de bureaux ainsi qu'un centre numérique, un groupe scolaire et une crèche.
- Val de Seine - Les Arches : Ce quartier situé au nord de la ville le long de la Seine est essentiellement à usage de bureaux, mais plusieurs opérations d'urbanisme ayant pour objectif la reconquête des quais et un nouvel usage résidentiel ont été lancées depuis le milieu des années 2000. C’est en 2007 que la ZAC des Bords de Seine a entamé sa mue en un écoquartier avec le lancement des travaux de réaménagement des anciennes friches industrielles d’Issy. Ce projet officiellement achevé en juin 2015 compte 781 logements, dont 169 logements sociaux et une résidence hôtelière de 175 chambres, une crèche, un groupe scolaire bi-langue et plusieurs commerces de proximité. Cet écoquartier est économe en énergie avec des bâtiments combinant conception bioclimatique, isolation renforcée et énergies renouvelables : les déchets sont par exemple directement aspirés jusqu’au centre de tri et de valorisation énergétique des déchets ménagers Isséane grâce à la collecte pneumatique. Il s’attache aussi à réintroduire la biodiversité, sur le plan de la faune comme de la flore, avec 50 % des espaces aménagés en voies piétonnes et pistes cyclables. Le projet des tours du Pont d'Issy, plusieurs fois remodelé a également donné un second souffle à ce quartier d'affaires qui abrite de nombreux sièges sociaux.
- Les Hauts d'Issy - Les Épinettes - Le Fort : Ce quartier essentiellement résidentiel abrite notamment les Terrasses de Rodin. Il a été concerné par un projet urbain achevé en 2013, l'aménagement du fort d'Issy en écoquartier. Lieu chargé d'histoire sur les hauteurs d'Issy, le Fort a toujours été interdit à la population. Les travaux de réhabilitation et de réaménagement ont fait du Fort un écoquartier de douze hectares, alliant technologies, architecture inédite et respect de l’environnement, combinant 1 538 logements (dont 329 logements sociaux et locatifs libres), 1 600 m2 de commerces, des équipements publics et de loisirs (un verger de quatre hectares, une crèche de soixante berceaux, une piscine…). Depuis 2012, le quartier abrite la Direction générale de la Gendarmerie nationale.
- La Ferme - Les Iles : Ce quartier est, en 2023, en pleine mutation avec de nombreuses constructions nouvelles, en lien avec l'arrivée prévue en 2025 de la ligne 15 du Grand Paris Express. Par ailleurs, le quartier des bords de Seine est concerné par la mise en valeur des bords de Seine dans le cadre du projet Vallée Rive Gauche. Vallée rive gauche est un projet d’aménagement d’ensemble pour le Val de Seine. Il intègre les berges, les espaces publics et la voirie dans une perspective de développement durable. Il s’étend sur une longueur de plus de quatre kilomètres : vingt hectares qui sont concernés dont six hectares sont consacrés à la route et quatorze hectares sont réservés à la création d’espaces verts et paysagers et aux circulations douces.

### Habitat
| Logements                                        | Nombre en 2016 | % en 2016 | nombre en 2011 | % en 2011 |
| ------------------------------------------------ | -------------- | --------- | -------------- | --------- |
| Total                                            | 35.592         | 100 %     | 32.808         | 100 %     |
| Résidences principales                           | 31.828         | 89,4 %    | 29.670         | 90,4 %    |
| → Dont HLM                                       | 7.592          | 23,9 %    | 7.446          | 25,1 %    |
| Résidences secondaires et logements occasionnels | 1 814          | 5,1 %     | 1 247          | 3,8 %     |
| Logements vacants                                | 1.950          | 5,5 %     | 1.890          | 5,8 %     |
| Dont :                                           |                |           |                |           |
| → maisons                                        | 2.161          | 6,1 %     | 2.147*         | 6,5 %     |
| → appartements                                   | 32.701         | 91,9 %    | 29.868         | 91.0 %    |

### Liste des plus hauts bâtiments
Par ordre de hauteur, cette liste présente les bâtiments qui sont actuellement[Quand ?] construit ou en projet à Issy-les-Moulineaux :
| Nom                      | Année | Quartier      | Fonction Occupant              | Architecte           | Hauteur (en mètres) | Étages | État                                           |
| ------------------------ | ----- | ------------- | ------------------------------ | -------------------- | ------------------- | ------ | ---------------------------------------------- |
| Tour Sequana             | 2010  | Val de Seine  | Bureaux                        | Arquitectonica       | 100                 | 24     | construit                                      |
| Tour Les Terrasses Rodin | 1979  | Les Épinettes | Logements                      | Atelier Gambert      | 100                 | 30     | construit                                      |
| Tour Keiko, ex Fusion    | 2021  | Val de Seine  | Bureaux                        | Loci Anima           | 69                  | 14     | Permis délivré, début des travaux rentrée 2019 |
| Tour Atypik              | 2014  | Les Iles      | Logements                      | 2A Christophe Cheney | 57                  | 18     | construit                                      |
| Haute Définition 1 et 2  | 2017  | Val de Seine  | Logements                      | Loci Anima           | 53                  | 16     | construit                                      |
| Campus Microsoft         | 2009  | Val de Seine  | Bureaux                        | Arquitectonica       | 43                  | 9      | construit                                      |
| Aquarel                  | 2017  | Val de Seine  | Bureaux                        | Loci Anima           | 42                  | 8      | construit                                      |
| Bridge                   | 2018  | Val de Seine  | Bureaux Siège mondial d'Orange | Jean-Paul Viguier    |                     | 9      | construit                                      |

### Voies de communication et transports

#### Voies routières
La ville d'Issy-les-Moulineaux n'est plus traversée par aucune route nationale depuis la déclassement de la RN 189 en RD 989, mais plusieurs routes départementales des Hauts-de-Seine desservent la ville :
- RD 2 : boulevard Rodin - avenue Pasteur - rue Aristide-Briand - boulevard des Îles
- RD 7 : quai de la Bataille-de-Stalingrad - quai du Président-Roosevelt
- RD 50 : pont d'Issy - rue Rouget-de-Lisle - boulevard des Frères-Voisin - boulevard Gambetta - boulevard Voltaire
- RD 69 : boulevard Gallieni - avenue Bourgain
- RD 71 : avenue du Général-de-Gaulle - avenue du Professeur-Calmette
- RD 72 : rue de l'Égalité - avenue de la Paix
- RD 76 : boulevard Garibaldi - rue du Gouverneur-général-Éboué - rue Guynemer - rue Jeanne-d'Arc
- RD 101 : rue Jean-Pierre-Timbaud
- RD 989 : rue Ernest-Renan - rue du Général-Leclerc - avenue Victor-Cresson - avenue de Verdun (ancienne route de Versailles).

#### Réseau cyclable

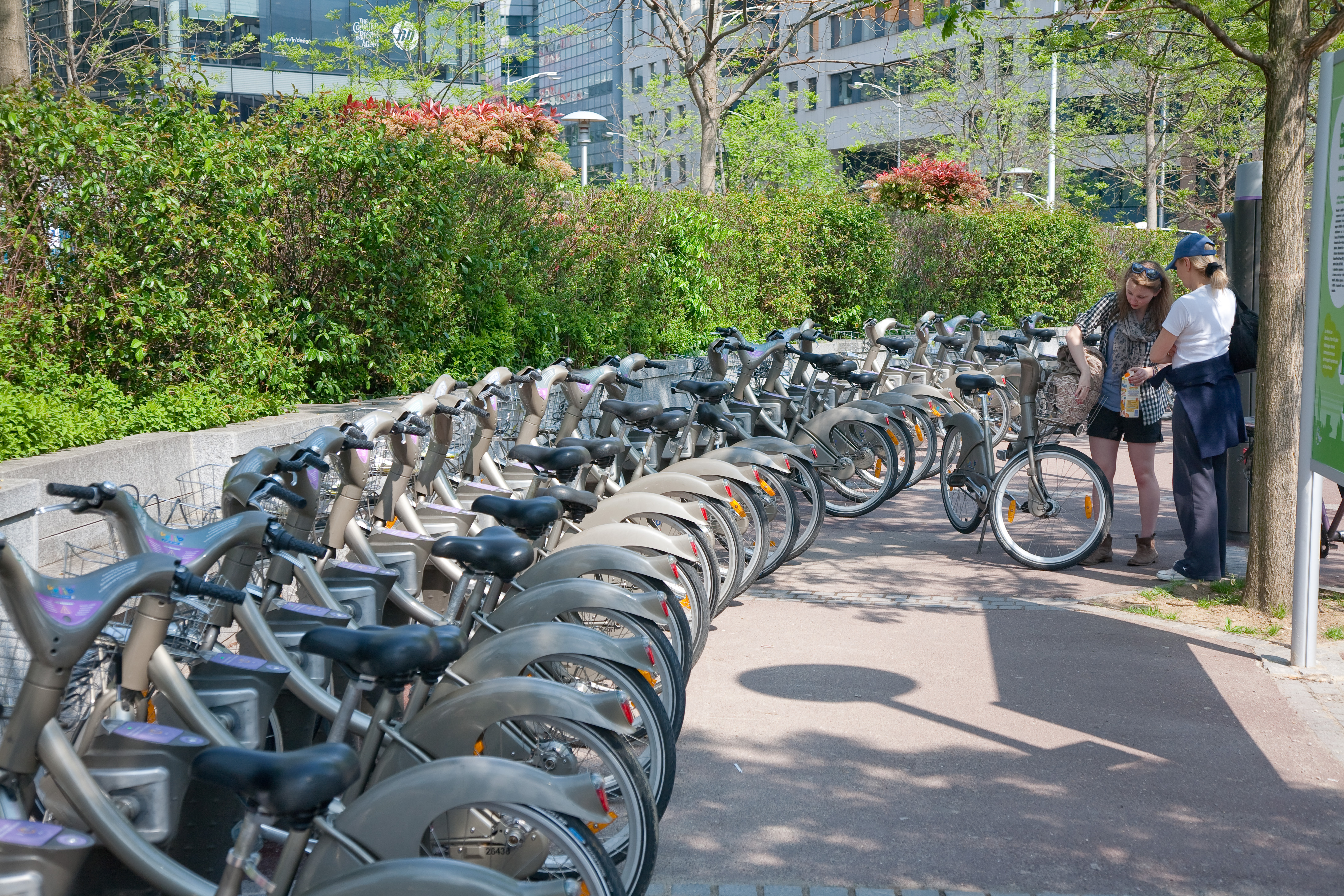
Station Vélib' dans le quartier d'affaires d'Issy-Val de Seine.

Le site de l'Institut d'aménagement et d'urbanisme d'Île-de-France présente une carte interactive de toutes les pistes cyclables, Issy-les-Moulineaux incluse.

##### Vélib'
Au mois de juillet 2019, la ville compte quatorze stations Vélib, dont deux sur les hauteurs, au Fort (69 rue du Fort) et aux Épinettes (61 rue d'Érevan). Dans le top 10 des plus fréquentées en proche couronne, on retrouve Corentin Celton et place Lafayette à Val-de-Seine.

#### Transports en commun

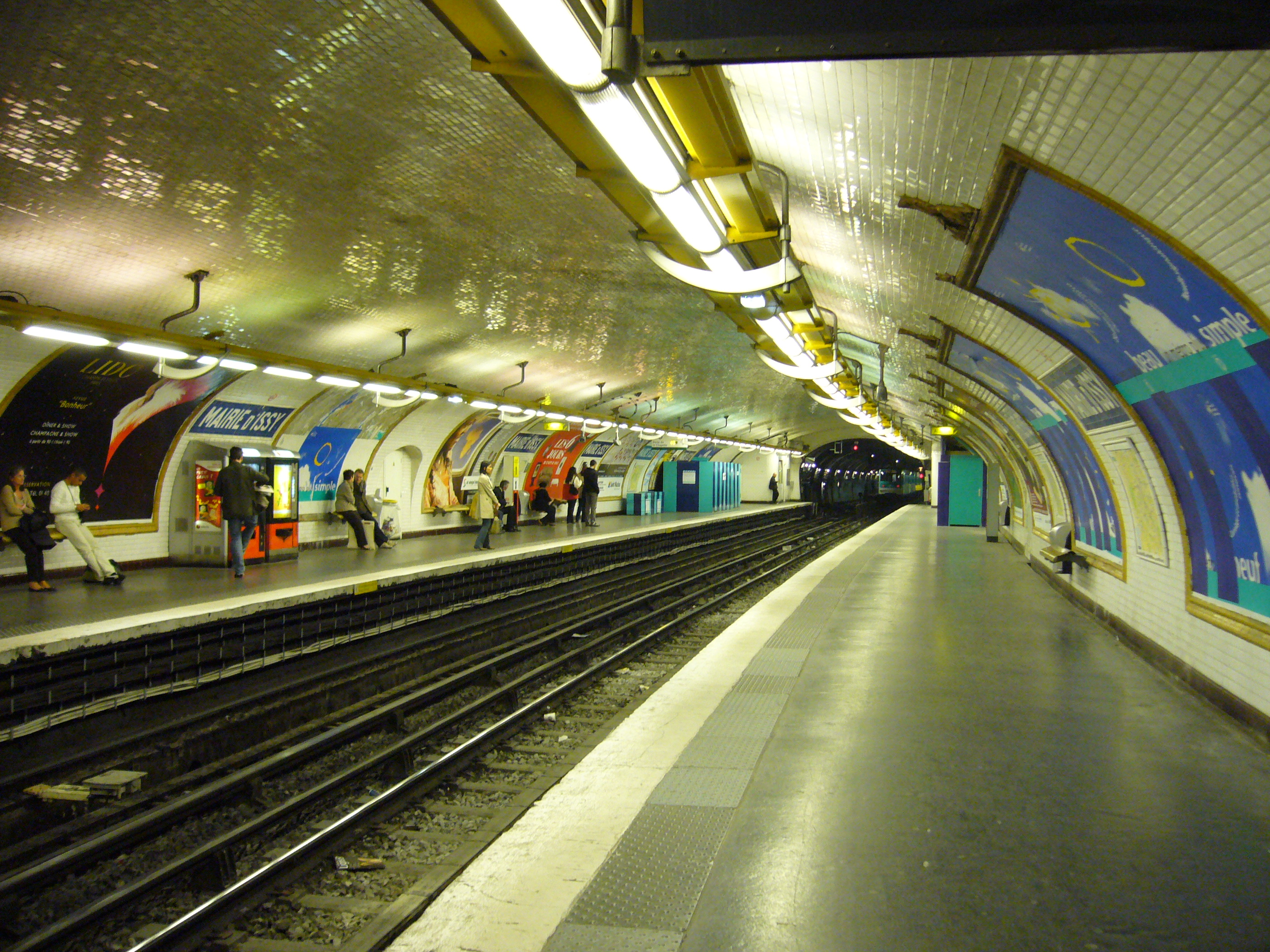
Station Mairie d'Issy du métro.

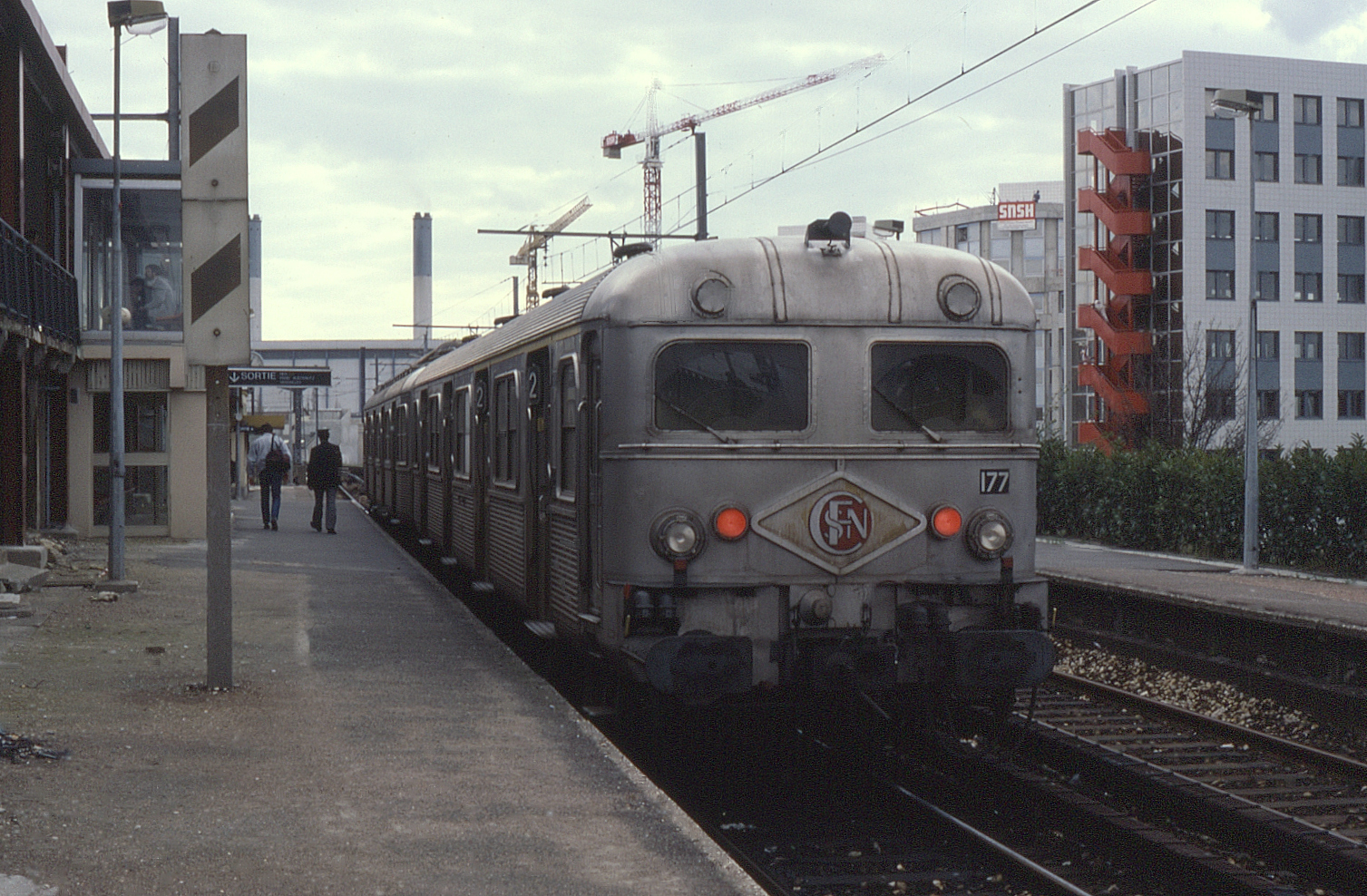
La ligne actuelle du T2 en 1987.

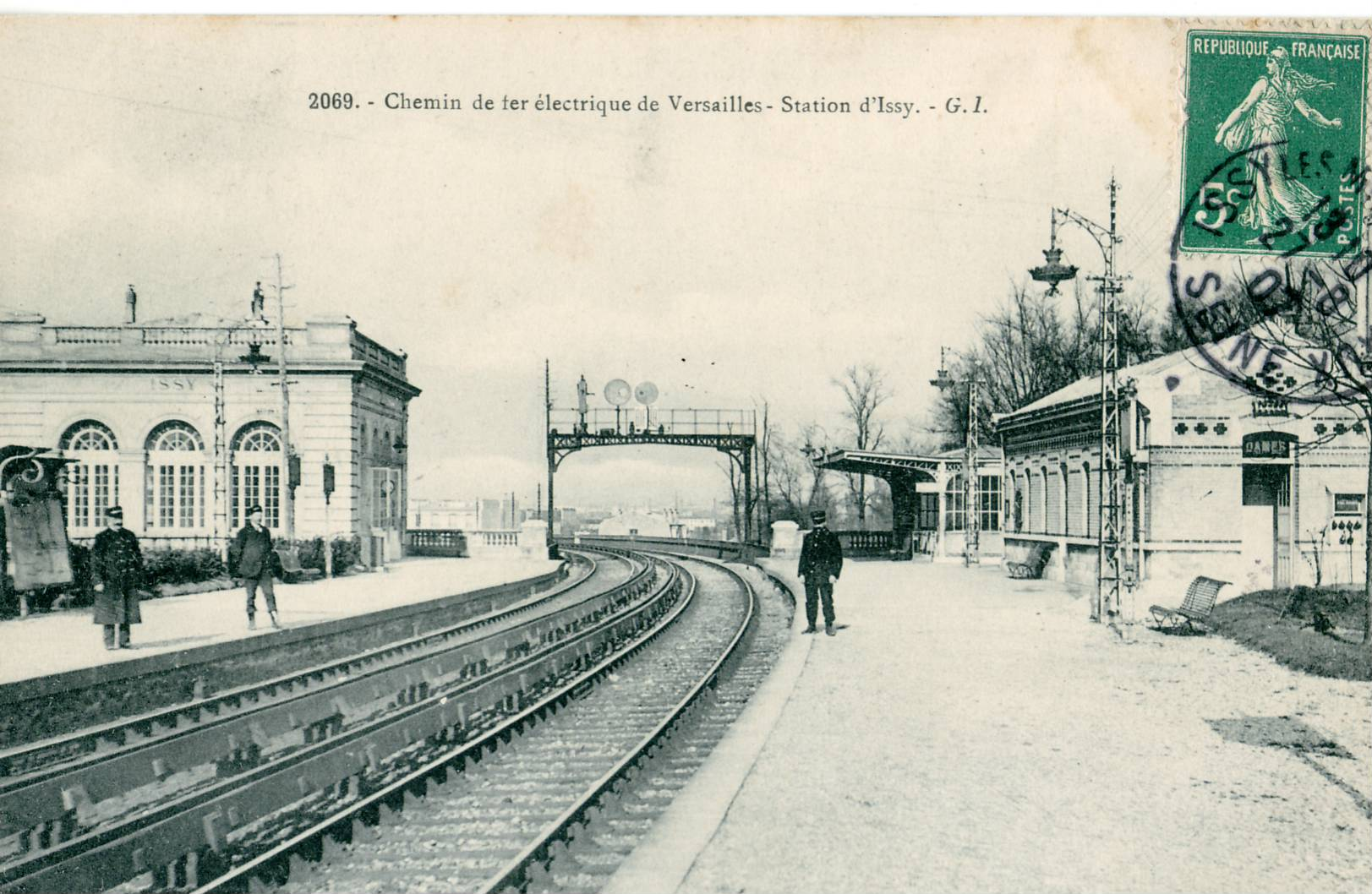
Gare d'Issy-Plaine, aujourd'hui Issy-Val-de-Seine.

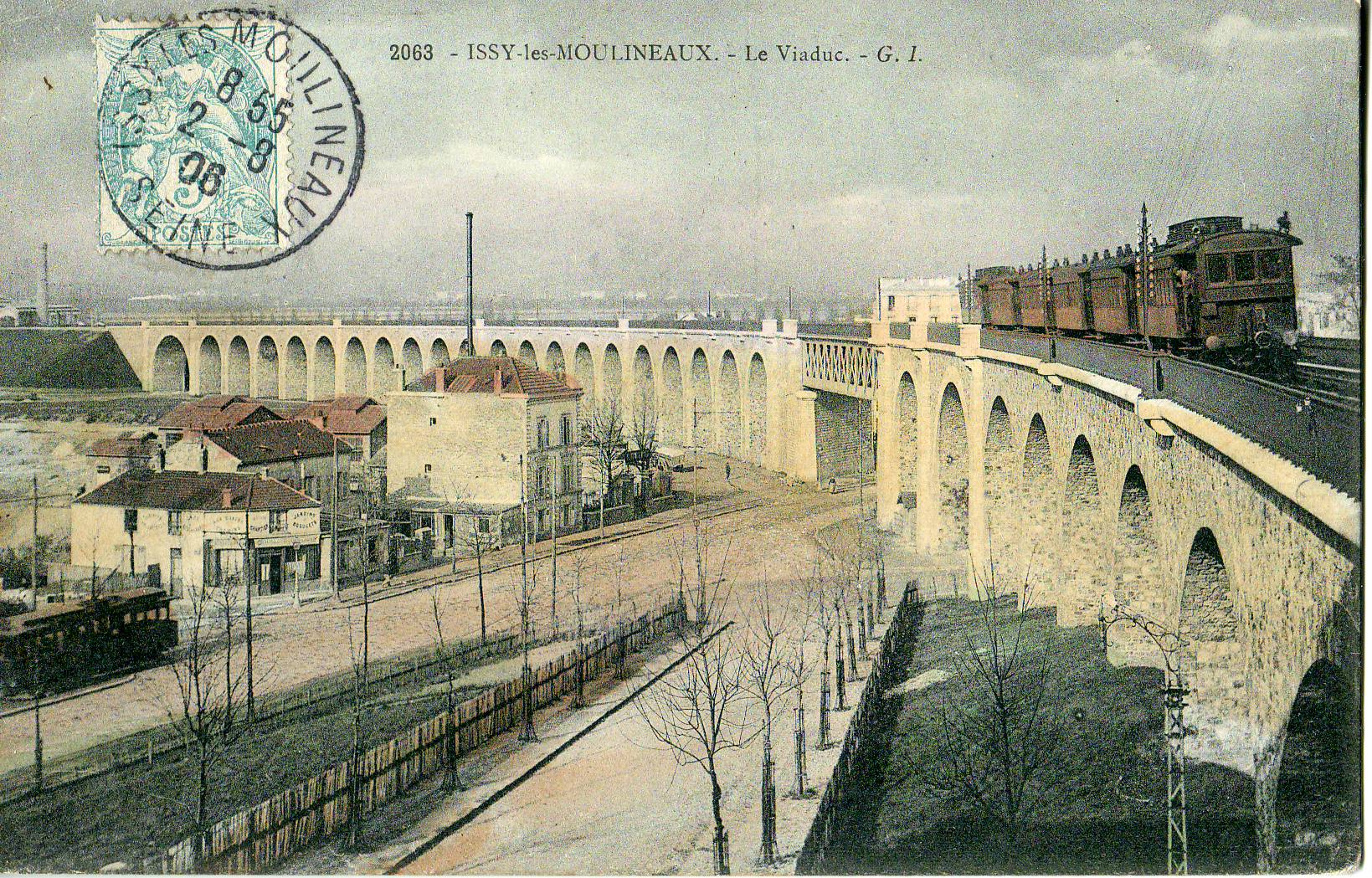
Viaduc d'Issy.

##### Métropolitain
La commune est desservie depuis 1934 par la ligne 12 du métro de Paris. Deux stations se trouvent sur son territoire, le terminus Mairie d'Issy et Corentin Celton. La station Porte de Versailles est également située à proximité de la ville. La ligne se rend vers le nord de Paris, en desservant notamment les gares Montparnasse et Saint-Lazare, ainsi que le quartier Montmartre. Son terminus nord est situé à Aubervilliers (Mairie d'Aubervilliers).
La station de métro Balard, située sur la ligne 8, est localisée à proximité immédiate de la commune, dans le 15e arrondissement de Paris.

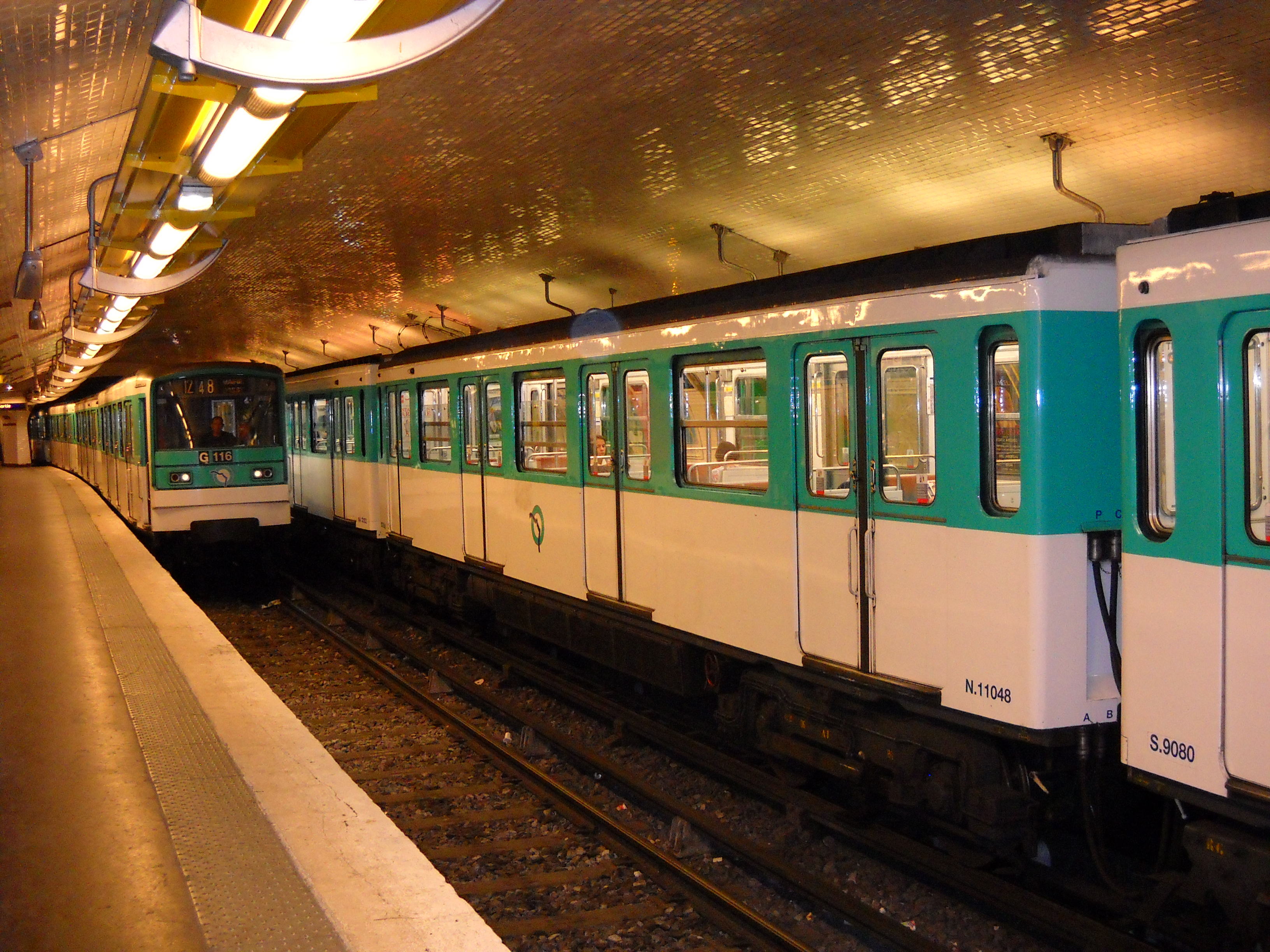
Station Mairie d'Issy.
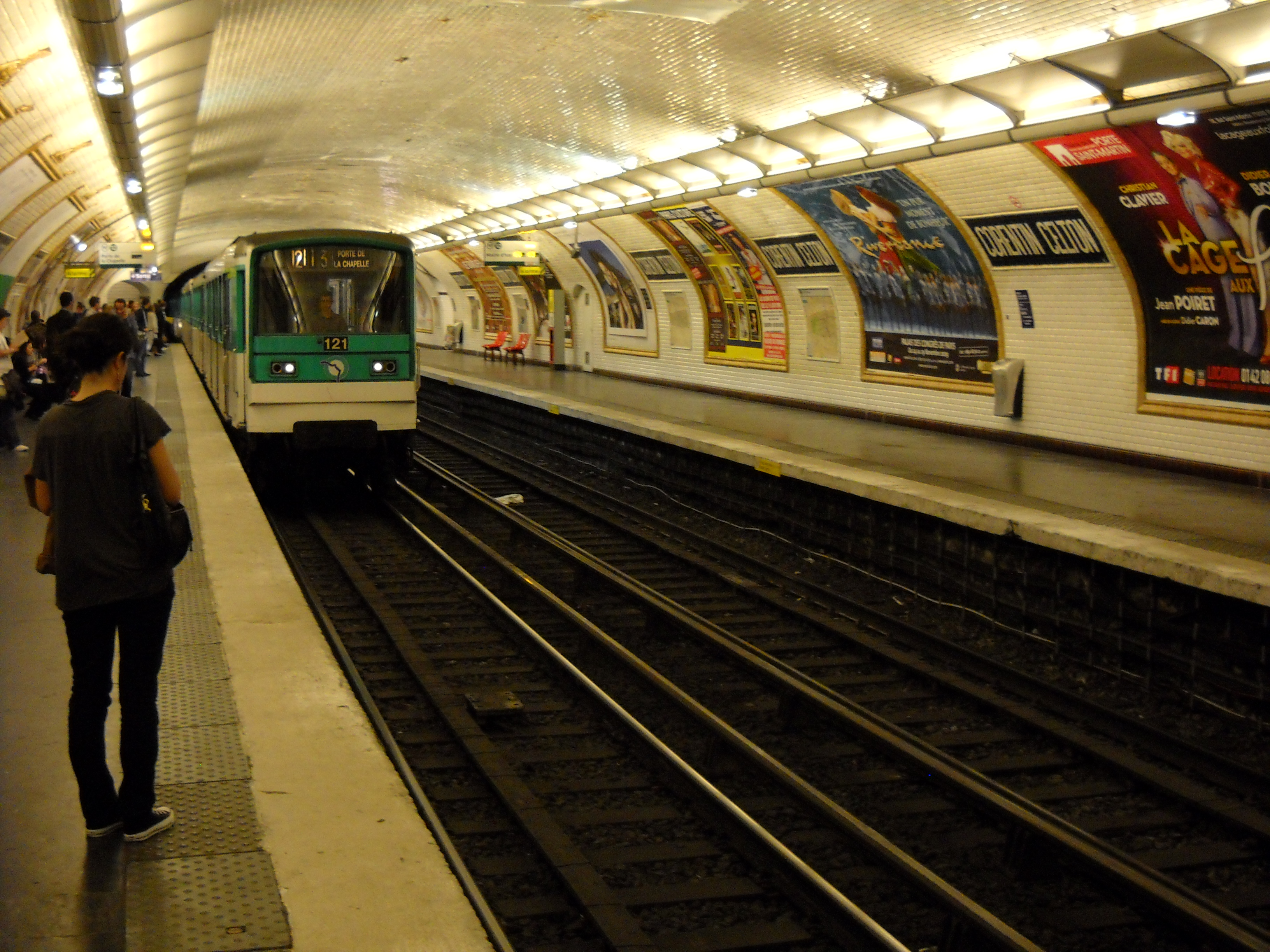
Station Corentin Celton.

##### Tramway d'Île-de-France
Depuis 1997, la commune est desservie par la ligne 2 du tramway d'Île-de-France. Cette ligne a été prolongée depuis l'ancien terminus d'Issy-Val de Seine jusqu'à Porte de Versailles en 2009, ce qui permet de la relier à la ligne T3a du tramway.
La commune est desservie par quatre stations de cette ligne de tramway : Porte d'Issy, Issy-Val de Seine, Jacques-Henri Lartigue et Les Moulineaux.
Elle permet de se rendre vers le sud à la Porte de Versailles, et vers le nord, à La Défense et, depuis 2012, jusqu'au pont de Bezons.

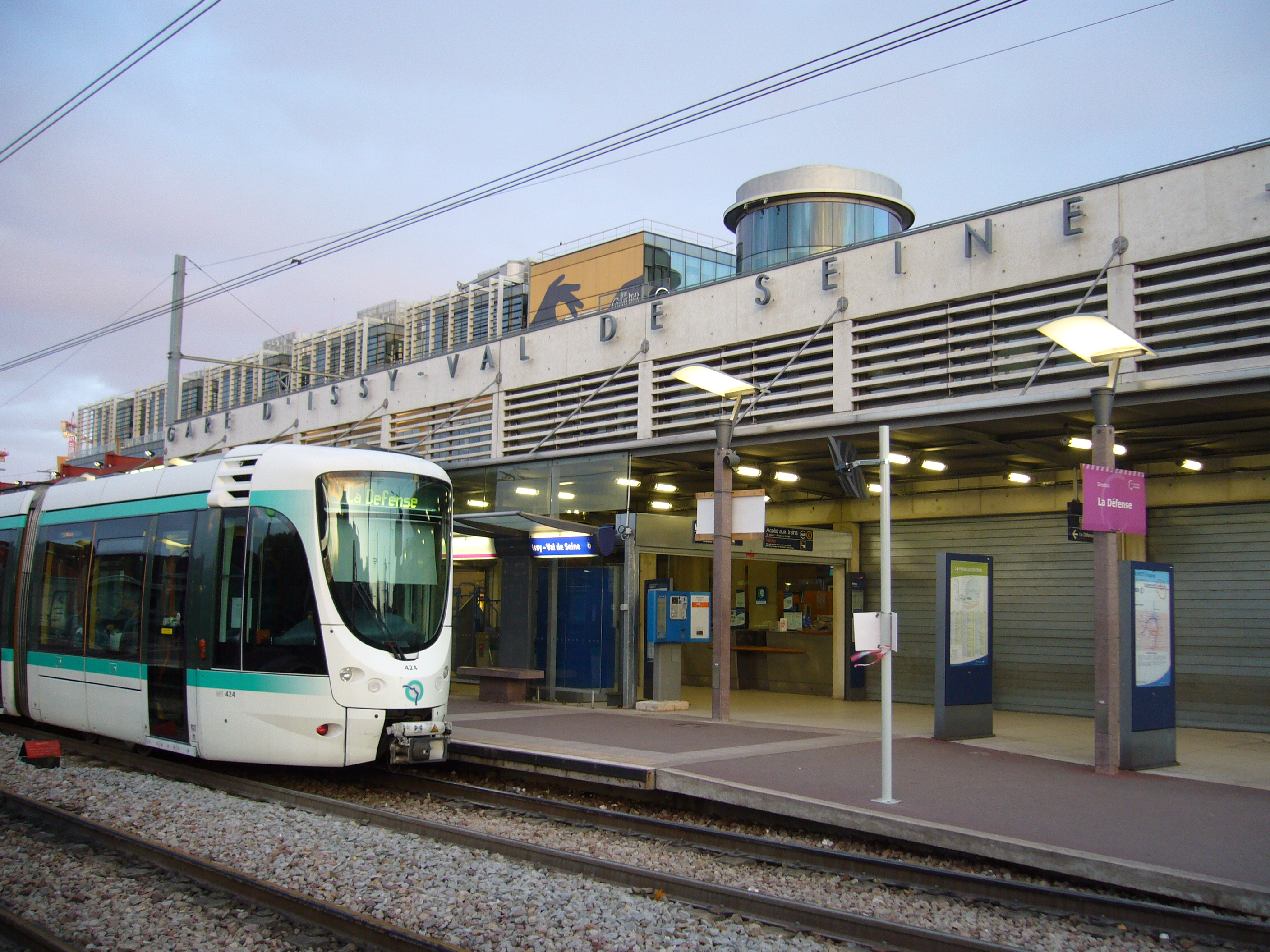
Le T2 à Issy-Val-de-Seine.
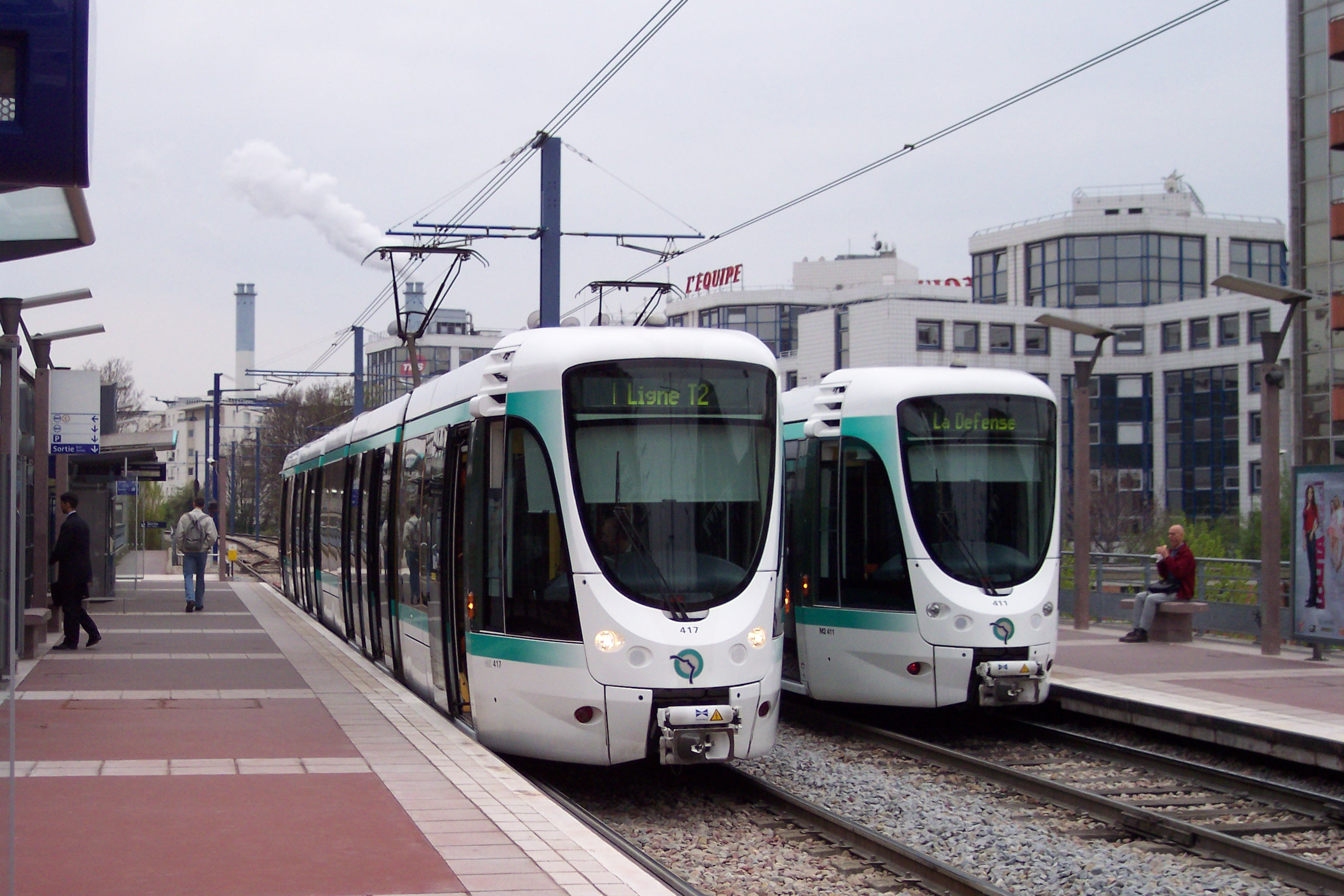
En gare d'Issy-Val-de-Seine.

Depuis 2006, la ligne 3a du tramway d'Île-de-France passe à proximité de la ville et la dessert aux stations Porte de Versailles, Desnouettes, Balard et Pont du Garigliano.

##### Réseau express régional d'Île-de-France (RER)
Depuis 1901, la ligne des Invalides à Versailles-Rive-Gauche traverse la commune. Depuis 1979, cette ligne est empruntée par la ligne C du RER. Deux gares sont situées sur la commune : Issy-Val-de-Seine et Issy.
Les deux gares sont desservies par les trains en provenance et à destination de Versailles-Château et Saint-Quentin-en-Yvelines. Vers Paris, le trajet des rames longe la rive gauche de la Seine et sont à destination et en provenance de Versailles-Chantiers, Étampes ou Dourdan. La gare du Pont du Garigliano est également située à proximité de la ville.

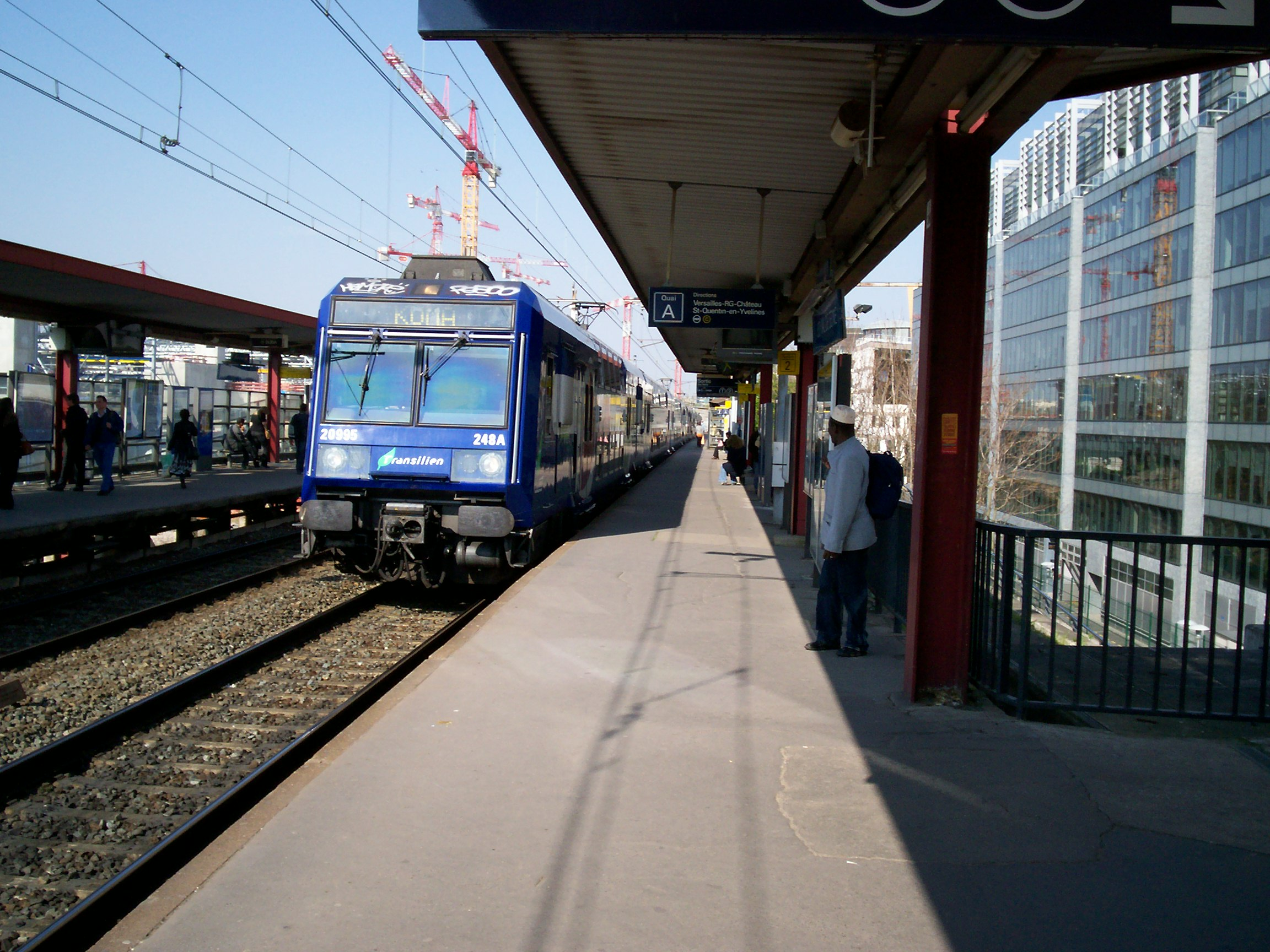
Rame du RER C à la gare d'Issy-Val de Seine.
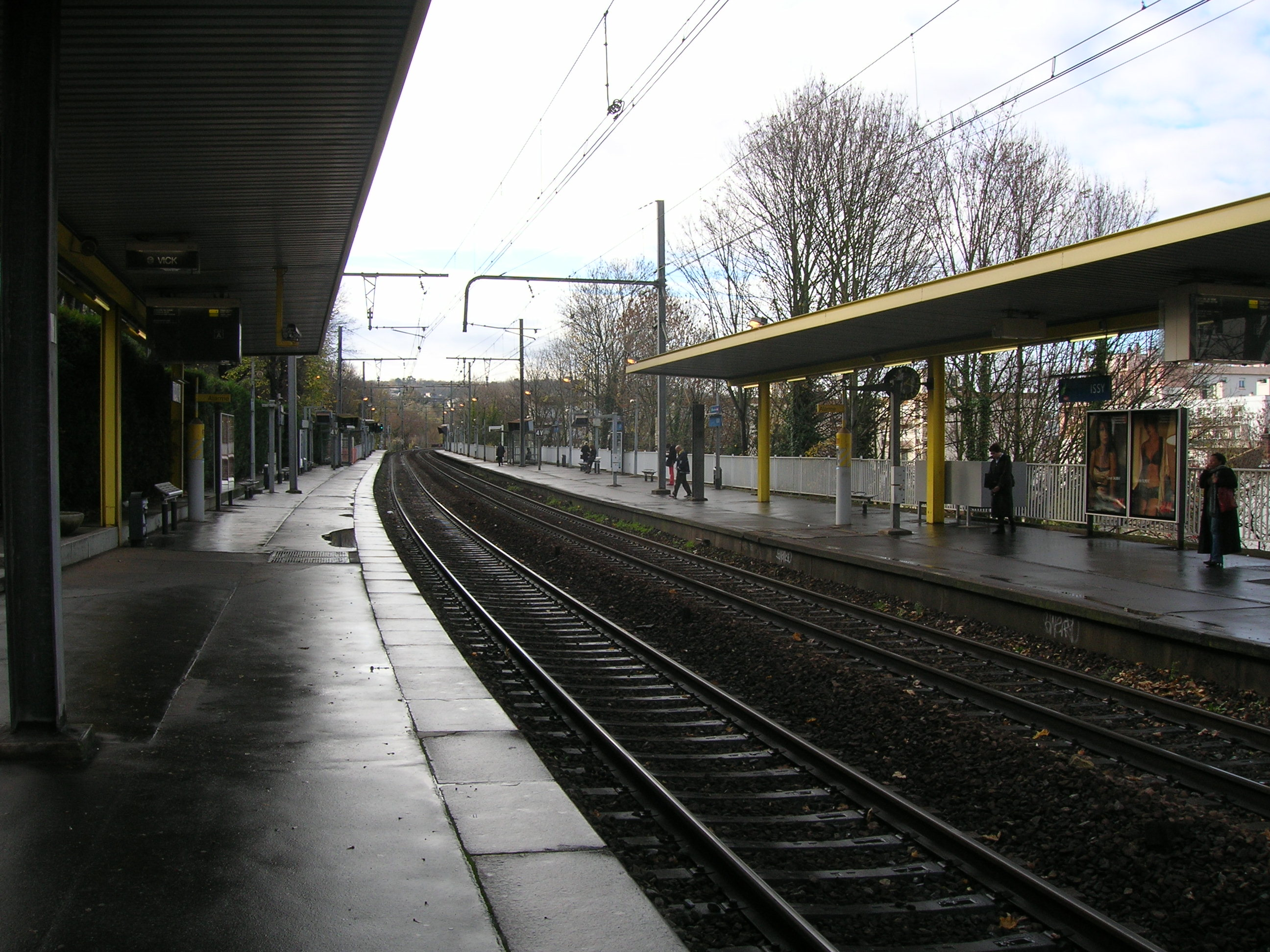
Gare d'Issy.

##### Bus
La ville est desservie par de nombreux lignes du réseau de bus RATP. Ce réseau dessert Issy avec les lignes 39 vers Saint-Germain-des-Prés et Paris-Nord, 123 vers Boulogne-Billancourt et la Porte d'Auteuil, 126 vers le Parc de Saint-Cloud et la Porte d'Orléans, 169 vers le Pont de Sèvres et l'hôpital européen Georges-Pompidou, 189 vers Clamart, 190 vers Meudon, 289 vers la Porte de Saint-Cloud et Clamart, 290 vers Le Plessis-Robinson, 323 vers Ivry-sur-Seine, 389 entre Boulogne-Billancourt et Clamart et 394 vers la gare de Bourg-la-Reine.
La nuit, le Noctilien dessert Issy avec les lignes N13 vers Châtelet et Bobigny et N62 de la gare de Paris-Montparnasse vers le Marché d'intérêt national de Rungis.
Enfin, le TUVIM, Transport Urbain de la Ville d'Issy-les-Moulineaux dessert gratuitement la commune avec trois circuits urbains, Centre-ville/Corentin Celton (circulaire), Épinettes et Île-Saint-Germain.

##### Projet de transport
Projet Sud du Grand Paris Express, en construction, pour une mise en service en 2026 :
- Ligne 15 du métro de Paris : Noisy - Champs à Pont de Sèvres
  - Station Issy, en correspondance avec la ligne C du RER
  - Station Clamart, en correspondance avec la ligne N du Transilien.

#### Transport aérien

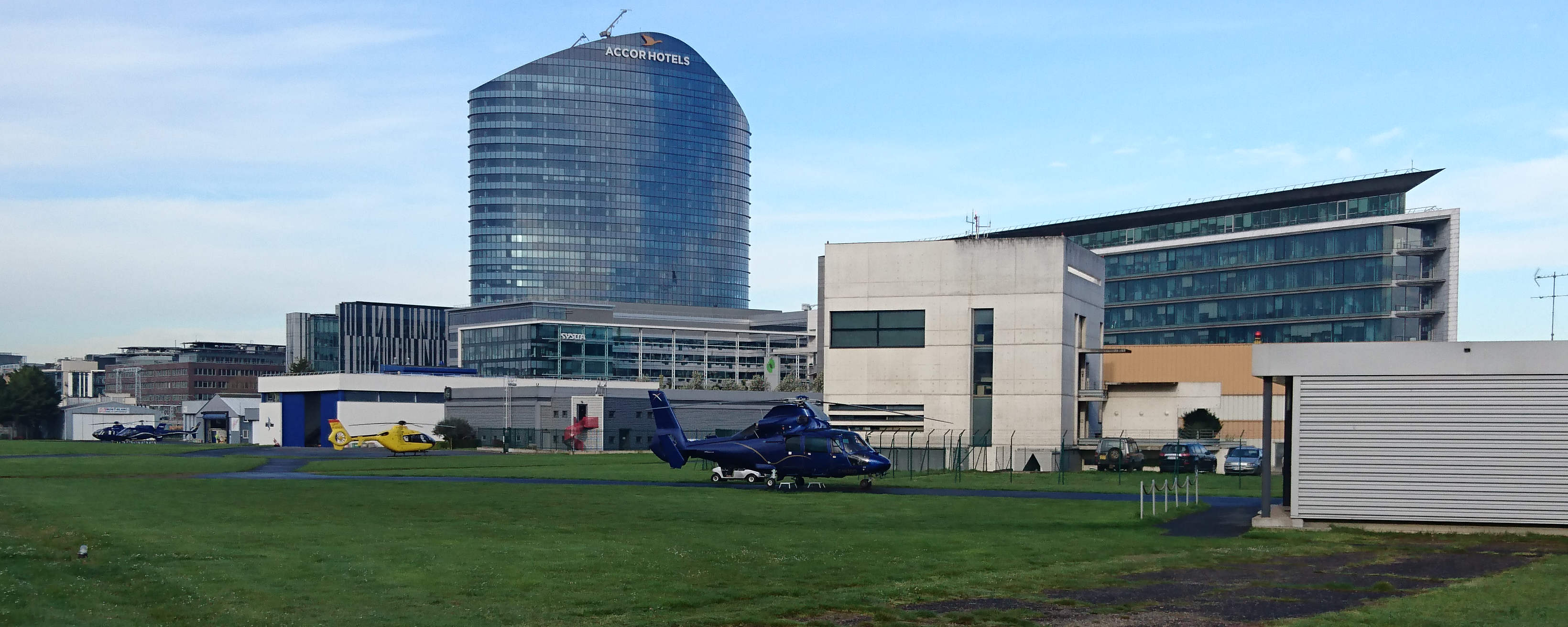
Héliport de Paris - Issy.

Exploité par Paris Aéroport et ayant pour fonction des vols de rapatriements sanitaires, destinée à l'appareil d'État et aux touristes, l'Héliport de Paris - Issy-les-Moulineaux - Valérie-André est un héliport dans une zone constituant une extension du 15e arrondissement, en partie sur la commune d'Issy-les-Moulineaux (Hauts-de-Seine). Ce lieu est célèbre pour avoir contribué à l'histoire de l'aéronautique au début du XXe siècle.

#### Stationnement
La ville d’Issy-les-Moulineaux propose différents moyens pour le paiement du stationnement en voirie. En plus des moyens dits classique tels que la monnaie, la carte bancaire ou l'ex-Moneo, l'automobiliste peut payer son stationnement par mobile depuis décembre 2009, en se connectant à une application mobile ou en appelant un numéro local. Il n'est pas nécessaire de se déplacer à l'horodateur, le stationnement est déclenché à distance depuis son mobile. Cette alternative de paiement proposée par « PayByPhone » permet de prolonger ou interrompre à distance son stationnement et être prévenu par SMS avant la fin du stationnement. Pour le contrôle, les agents sont équipés de PDA connectés pour vérifier la validité des stationnements dématérialisés. Ce système a été étendu dans la ville voisine de Boulogne-Billancourt en décembre 2012 et dans d'autres villes de la région Parisienne comme Antony, Rueil-Malmaison et Bourg-la-Reine, ainsi qu'en province.

### Numérisation
Depuis la fin des années 1990, la ville d’Issy-les-Moulineaux a mis en place plusieurs initiatives pour une transformation numérique de son fonctionnement. Sur le site de la ville d’Issy-les-Moulineaux un volet est consacré à la « ville numérique ».
Les initiatives expérimentales portées par la ville d’Issy-les-Moulineaux s’orientent sur trois grands axes : la mobilité, l'optimisation des consommations énergétiques et hydrauliques et l’amélioration des moyens de communication entre les citoyens et les services de la ville[source secondaire souhaitée]. Plusieurs expérimentations ont été mises en place en collaboration avec la Ville d’Issy-les-Moulineaux et des consortium d’acteurs privés.

#### Projets et initiatives mis en place
- IssyGrid : Il s’agit d’un projet expérimental mené entre 2012 et 2018 destiné à tester l'optimisation des consommations et des productions d'énergies renouvelables à l’échelle de quartiers au travers d'un réseau intelligent de distribution d'électricité (appelé également « smart grid »)[20]. Le projet associe un consortium de dix partenaires économiques et la Ville d’Issy-les-Moulineaux. Le projet expérimental a été étendu à 2 000 logements, 5 000 habitants, 160 000 m2 de bureaux et 10 000 employés et quarante-six installations électriques publiques dans les quartiers « Seine Ouest », « Fort d'Issy » ainsi que la gare RER Issy-Val-de-Seine, et l’École de Formation du Barreau de Paris (EFB) avec l’installation de 250 m2 de panneaux photovoltaïques sur le toit de l'établissement[21].
- So Mobility : Il s’agit d’une initiative de développement du numérique dans le domaine de la mobilité visant à la mise en place d’usages innovants afin de fluidifier les déplacements dans en ville[source secondaire souhaitée]. Le projet a été lancé en 2015 par un consortium réunissant des infrastructures de mobilité (Transdev), de l’énergie (Engie Ineo), de la technologie (Cisco) et de l’immobilier (Bouygues), soutenu par la Ville d’Issy et le Groupe Caisse des Dépôts. Le projet prévoit également des partenariats avec les pôles de compétitivité et des startups, et d'autres grands acteurs tels Ericsson et Vinci Park[22]. L'initiative So Mobility s’axe sur quatre actions : agir sur le trafic, faciliter le stationnement, développer des nouveaux modes de transports et développer l’ouverture des données pour définir une offre multimodale pour chaque personne[non neutre].
- Portail citoyen : En 2021, la ville d’Issy-les-Moulineaux a lancé son nouveau portail citoyen sur le site de la mairie. Le portail citoyen a pour ambition de simplifier et accélérer les démarches administratives pour les habitants et les agents municipaux, en proposant un seul portail permettant l’accès aux différents services municipaux[23]. La Ville d’Issy-les-Moulineaux a débuté un processus de dématérialisation des services administratifs.
- Open-data : Depuis 2012, la Ville d’Issy-les-Moulineaux s’inscrit dans une démarche open data via son portail de données ouvertes de la ville Le site propose des data visualisations accessibles aux habitants dans une volonté de transparence de l’action municipale[24],[25].
- Le Li-Fi : Depuis 2017, la Ville d’Issy-les-Moulineaux a été sélectionnée par la Commission européenne pour expérimenter pendant trois ans la mise en place d’un nouveau système de communication Li-Fi dans le cadre du projet « Internet of Radio Light » (IoRL). Cette technologie est déjà expérimentée depuis 2015 dans le « Musée français de la carte à jouer » de la Ville d’Issy-les-Moulineaux.

#### Sélection au programme européen Intelligent Cities Challenge
En 2020, la candidature de la Ville d’Issy-les-Moulineaux a été retenue pour le programme européen « Intelligent Cities Challenge » (ICC).

#### Reconnaissance nationale et internationale
- Intelligent Community Forum : La Ville d’Issy-les-Moulineaux a fait partie en 2005, 2007, 2009 et 2011 des sept collectivités territoriales primées par le think thank américain (Intelligent Community Forum) pour les stratégies numériques mises en place favorisant le développement économique et social de leur territoire[source secondaire souhaitée].
- Trophée de la mobilité : En 2018, la Ville d’Issy-les-Moulineaux remporte le « Trophée 2018 de la mobilité en Île-de-France » dans la catégorie « Solutions innovantes pour le transport de voyageurs ». Elle a été primée pour son initiative numérique de parking en open data dans le cadre de So Mobility. Ce prix est décerné par Île-de-France Mobilités[27].

## Toponymie
À l'origine, Issy-les-Moulineaux s'appelait simplement Issy, ce nom venant peut-être du latin médiéval Issiacum, Isiacum ou Isciacum, « domaine d'Isicius », un propriétaire foncier gallo-romain, mais cette version de l'abbé Lebeuf est contestée par une autre version du même abbé, dans laquelle il le nomme Isciacus ou bien Fiscus Isciacensis.
Renommée L'Union sous la Révolution, c'est en 1893 qu'Issy prend officiellement le nom d'Issy-les-Moulineaux. Les Moulineaux était le nom d'un petit hameau sur le territoire de la commune, appelé ainsi à cause des moulins qui s'y trouvaient.

## Histoire

### Issy
Certains étymologistes des XVIIIe et XIXe siècles ont voulu trouver dans le nom Issy un rapport avec celui de la déesse Isis et montrer que le village lui était dédié. Il s'agit probablement d'une affirmation fantaisiste : certes la présence de son culte dans les provinces gauloises de l'Empire romain, dont le bassin de Lutèce, est attestée par de nombreuses sources épigraphiques, mais il ne semble guère exister de bases historiques sérieuses concernant le site d'Issy.
Childebert Ier en donne une partie à l'église de Saint-Vincent de Paris ; Hugues Capet l'imite, et Robert distribue le reste du domaine à d'autres églises. En 907, Charles le Simple y réside.
Au XVIe siècle, le prieur de l'abbaye de Saint-Germain-des-Prés est seigneur d'Issy. La vie spirituelle est réglée par le séminaire et autour de l'église Saint-Étienne.
La reine Marguerite de Valois avait à Issy une propriété où, en 1605, elle se retire pour fuir la peste qui sévissait à Paris, propriété qui appartient ensuite au séminaire Saint-Sulpice.
En 1815, les Prussiens occupent Issy, tandis que les Français ont à l'entrée du village un poste d'observation. Les deux partis s'attendent à combattre, lorsque la capitulation est signée à Saint-Cloud. Les Français se retirent dans les provinces de l'autre côté de la Loire, et les Prussiens et les Anglais entrent en vainqueurs à Paris.
En 1863, l'hospice des Petits-ménages et l'hospice Devillas sont transférés à l'est du bourg d'Issy dans de vastes locaux.

### Les Hospitaliers
En 1418, le prieuré hospitalier de Saint-Jean de Latran, seigneur en grande partie de Fontenay possède des vignes à Bagneux, et à Issy, ces dernières rapportant dix livres huit sols par queue de vin. Mais la commanderie ne vend que le surplus de la récolte, le reste étant consommé par les frères de la commanderie.

### Les Moulineaux
Au XIXe siècle, Les Moulineaux faisaient partie de la commune de Meudon.
Ce hameau était une ferme que Jean de Meudon, chanoine de Noyon, de la Chartreuse de Paris, possédait en 1343, et qu'il lègue aux Chartreux. Il y existait des carrières de craie, d'où l'on extrayait ce qu'on appelle du blanc de Meudon.
Le hameau des Moulineaux est rattaché à la ville d'Issy, le quartier des Moulineaux n'aura pas sa propre paroisse avant le début du XXe siècle, l'église Sainte-Lucie étant érigée en 1905.

### Les princes de Conti

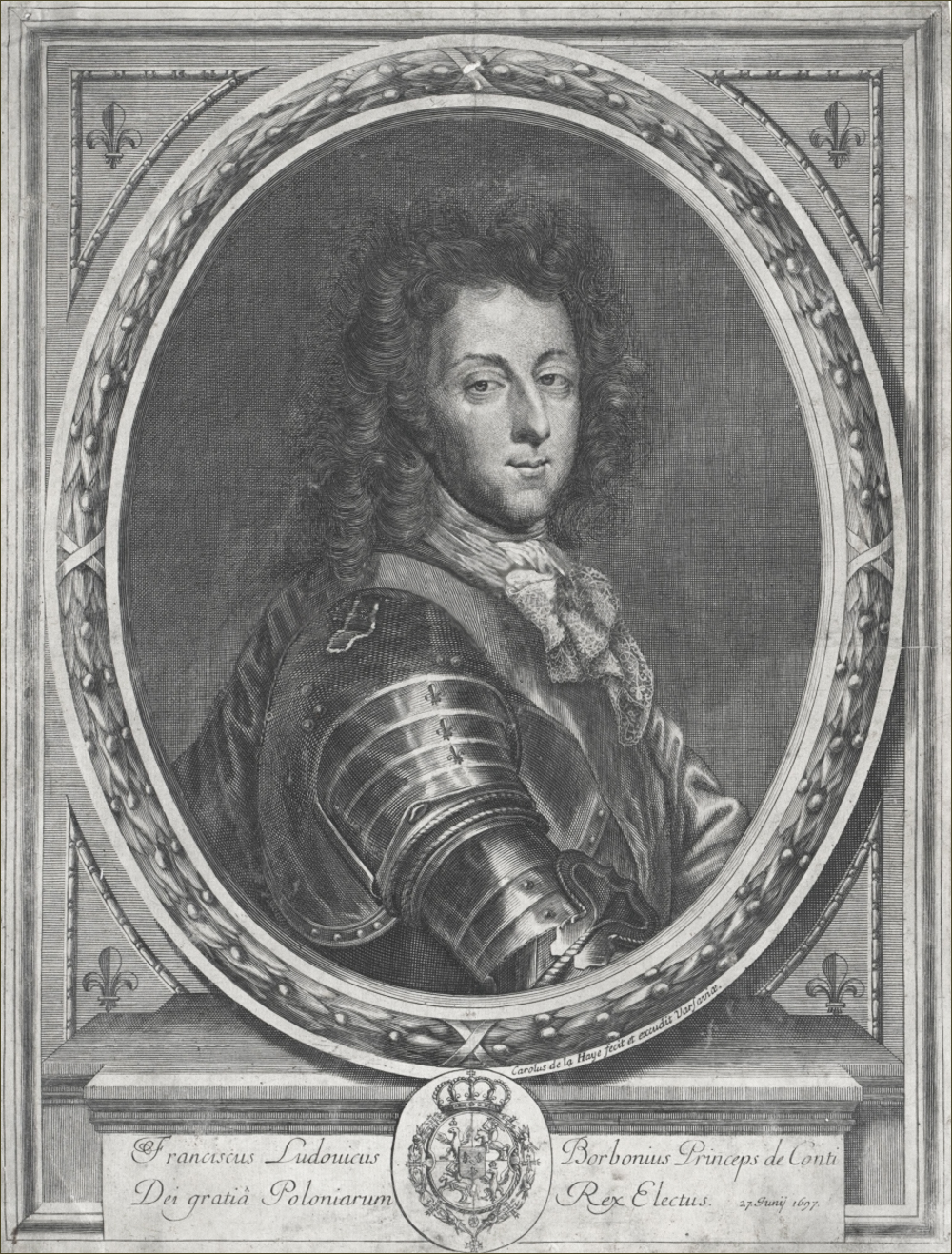
François-Louis de Bourbon-Conti.

La maison de Conti, branche cadette de la maison de Bourbon et issue de la maison de Condé, possédait de nombreuses propriétés, dont le château d'Issy, aujourd'hui détruit et remplacé par le musée français de la carte à jouer, où il subsiste encore une tour.
Le château avait été acheté le 4 février 1699 par François-Louis de Bourbon-Conti pour 140 000 livres. Issy était alors une terre marécageuse. C'était un château de style Renaissance avec de grands jardins aménagés par Le Nôtre.
Les princes de Conti y vivent jusqu'en 1777. C'est pendant cette période qu'Issy se développe.
Sur les princes de Conti à Issy, voir le catalogue de l'exposition tenue en 2002 au Musée français de la carte à jouer : Les Conti à Issy.

### La dernière bataille de la Grande Armée
Après la défaite de Waterloo, il y a encore quelques batailles dont celle de Rocquencourt, dernier engagement victorieux de la Grande Armée. Ses tout derniers combats sont livrés à Issy le 3 juillet 1815, sous le commandement du général Vandamme pour les troupes françaises.

### Les combats de 1870
Au cours des années 1870-1871, Paris doit supporter deux sièges successifs : le premier par les Prussiens pendant la guerre contre la Prusse (septembre 1870 – janvier 1871), le second par l’Armée régulière de Versailles, alors que Paris est tenue par la Commune insurrectionnelle de Paris (mars – mai 1871).
Dans les deux cas, la clé pour entrer dans la capitale est le fort d'Issy, qui couvre la partie la plus faible de l’enceinte, au Point du Jour. Aussi dans les deux cas, les défenseurs parisiens viennent à Issy et éventuellement (notamment pendant la Commune) l’occupent en partie.
Par ailleurs, pour les assiégeants, une des voies d’accès au fort les plus faciles passe par Les Moulineaux, puis par le coteau à travers le parc du château (dont l’actuel parc municipal Henri-Barbusse est un des vestiges). Ces lieux deviennent donc le théâtre de différents combats.
Enfin, si en janvier 1871 le fort résiste aux Prussiens, lors du second siège en revanche, il est pris par les troupes versaillaises (le 8 mai 1871), qui ensuite doivent reconquérir tout le bourg jusqu’à Paris, au cours de batailles de rue particulièrement dévastatrices (près de la moitié des maisons isséennes et tous les édifices publics sont alors touchés).
Aujourd’hui, la ville d’Issy-les-Moulineaux a mis à la disposition de tous dans l’écoquartier du Fort un espace entièrement consacré à l’histoire du Fort d’Issy et des combats de 1870-1871. Une période qu’elle propose de redécouvrir grâce notamment aux outils numériques.

### Crue de la Seine
Durant la crue de la Seine de 1910, Issy-les-Moulineaux est inondée comme les villes voisines situées le long du fleuve. Le 29 janvier, le quotidien L'Intransigeant écrit : « L'usine d’Issy-les-Moulineaux qui, à elle seule, alimente une grande partie de la rive gauche, est inondée. La lumière électrique n'est plus distribuée ainsi que la force motrice (pour les industries) ».

### Aviation
Le XXe siècle y voit naître l'aviation européenne sur ce qui était depuis 1890 un champ de manœuvres militaires. La ville acquiert progressivement des terrains supplémentaires, notamment pour les industries aéronautiques. Ce terrain est délimité approximativement par la rue Guynemer, le boulevard des Frères-Voisin et le boulevard Gallieni côté Issy-les-Moulineaux, et le boulevard des Maréchaux côté Paris (emplacement des anciennes fortifications). Il est rattaché depuis 1930 à la commune de Paris. L'actuel Héliport de Paris - Issy-les-Moulineaux - Valérie-André en occupe l'emplacement.
Entre autres événements mémorables, le premier kilomètre en circuit fermé y est réalisé le 13 janvier 1908 par Henri Farman sur avion Voisin. Henri Farman y découvre comment prendre un virage avec un aéroplane en l'inclinant et du même coup démontre que ces machines volantes sont manœuvrables. Une illustration de cette performance orna longtemps la flamme postale de la ville.
Les premiers grands concours aériens, le Circuit de l'Est en 1910 et la course Paris-Madrid en 1911, ont pour terrain de départ le « champ d'aviation d'Issy-les-Moulineaux ». Le départ de la course Paris-Madrid est endeuillé, le 21 mai 1911, par la « catastrophe d'Issy-les-Moulineaux », lorsqu'un concurrent victime d'ennuis de moteur et cherchant à se reposer s'abat sur les officiels, tuant le ministre de la Guerre et blessant gravement le président du Conseil.
Le marquis Raul Pateras Pescara de Castelluccio, un Argentin qui vient de s'installer à Paris, y essaie ses hélicoptères à partir de 1922. Le 16 janvier 1924, il y fait un parcours en ligne droite de 1 160 m en 8 min 13 s. Le 18 avril 1924, il obtient le record du monde de distance enregistré par la FAI avec 736 mètres.
À Issy-les-Moulineaux, un modeste et discret monument est érigé derrière l'hôtel de ville à la mémoire de ce passé[source secondaire souhaitée]. On peut y lire « Issy-les-Moulineaux, berceau de l'aviation ». Plusieurs toponymes en rappellent le souvenir : un stade de football, baptisé Stade Voisin en hommage à ces frères avionneurs, un boulevard qui porte également leur nom (au no 14 se trouve l'Organisme pour la Sécurité de l'Aviation Civile), un square Louis-Blériot, une rue Georges-Guynemer (il n'était pas un pionnier mais le grand as de la guerre 14-18). Un avion (Blériot XI ?) est aussi présent dans les armes de la ville, entouré de trois moulins.
| Pilote            | Avion           | Date              | Record             |
| ----------------- | --------------- | ----------------- | ------------------ |
| Henri Farman      | Voisin          | 26 octobre 1907   | distance 770 m     |
| Henri Farman      | Voisin          | 13 janvier 1908   | distance 1 000 m   |
| Henri Farman      | Voisin          | 21 mars 1908      | distance 2 400 m   |
| L. Delagrange     | Voisin          | 11 avril 1908     | distance 3 925 m   |
| L. Delagrange     | Voisin          | 16 septembre 1908 | distance 24,125 km |
| Henri Farman      | Voisin          | 24 octobre 1907   | vitesse 52,7 km/h  |
| Chavez            | Blériot         | 8 septembre 1910  | altitude 2 587 m   |
| Georges Legagneux | Morane-Saulnier | 19 septembre 1912 | altitude 5 450 m   |

Dans les années 1920, Citroën bâtit une usine à Issy-les-Moulineaux, pour faire face à la forte demande d'automobiles, son usine du quai de Javel à Paris ne suffisant pas à y répondre.

### La première partie duXXesiècle
Issy-les-Moulineaux fait partie de la petite ceinture parisienne, au-delà de la barrière des fermiers généraux. Jusqu'au début du XXe siècle, c'est un bourg semi-rural qui accueille beaucoup d'artisans et d'ouvriers.
Lors de la mise en service de la ligne des Moulineaux en 1889, la desserte d'Issy est assurée par la gare des Moulineaux - Billancourt. Le conseil municipal d'Issy réclame dès le 21 mai 1887 l'établissement d'une halte supplémentaire à hauteur de la rue de l'Abreuvoir (actuelle rue Rouget-de-Lisle), dans un quartier à vocation industrielle. Mais la compagnie de l'Ouest refuse. En 1901-1902, la ligne des Invalides à Versailles-Rive-Gauche est mise en service et la gare d'Issy-Ville (actuellement gare d'Issy) est ouverte. En 1902, la gare d'Issy-Plaine (actuellement gare d'Issy-Val de Seine) est ouverte à la jonction des lignes de Versailles et des Moulineaux, mais seuls les trains de cette dernière ligne y marquent l'arrêt dans un premier temps.
La commune est desservie par deux stations de métro (ligne 12) à partir de 1934 : Petits-Ménages (Corentin Celton depuis 1945) et Mairie d'Issy qui est toujours le terminus de la ligne. Une extension, soutenue par le maire d'Issy-les-Moulineaux, est réclamée depuis de nombreuses années vers le quartier des Moulineaux.

### Depuis la Seconde Guerre mondiale
Dans un contexte de fin de guerre d'Algérie et de signature des Accords d'Évian, un attentat à la voiture piégée survient le 10 mars 1962, au 25 avenue Victor-Cresson, entraînant la mort de trois personnes et faisant quarante-sept blessés.
Les ensembles HLM actuels ont été construits autour des années 1960/1970 et ont été rénovés sans qu'il ait été envisagé de les reconstruire.
La ville comporte des logements vides au tournant des années 1960/1970 et ils commencent à être squattés, dans le sillage de l'activisme gauchiste autour de la cause palestinienne en novembre 1971 dans le 18e arrondissement de Paris. En janvier 1972, une famille de huit enfants qui vivaient depuis deux ans en caravane, sous un pont de chemin de fer, s’installe illégalement dans la villa inoccupée du pianiste de la chanteuse Rika Zaraï, dénigrée pour son soutien militant à l’État d’Israël, sur les hauteurs dominant la Seine, au 13 rue Henri-Tariel.
Puis des ouvriers yougoslaves vivant dans des baraquements à Clamart occupent en particulier depuis janvier 1971 deux maisons vides et cette occupation est contestée, mais se poursuit. Pour fêter cette occupation victorieuse est organisé un bal par des militants du Secours rouge (France) qui les avaient aidé à opérer ce transfert et cette occupation. C'est alors qu'éclate l'affaire du bal d'Issy-les-Moulineaux de 1972.
La ville d'Issy-les-Moulineaux a longtemps conservé un côté champêtre qui n'existe plus. Le changement de physionomie de la ville s'est inscrit dans l'évolution des quartiers. Ainsi, le « quartier Jean-Pierre-Timbaud » a retrouvé son ancien nom du quartier de la ferme. Il appartient en réalité au quartier des Moulineaux, dont dépend la paroisse Sainte-Lucie. Le « quartier de la ferme » doit son nom à une ancienne ferme dont on pouvait trouver quelques vestiges sur le siège de l'ancienne imprimerie Saint-Paul, dont il ne reste rien depuis la reconstruction du quartier le long de la rue Jean-Pierre-Timbaud.
Depuis plus de trente ans, Issy-les-Moulineaux offre un visage en mutation, en réhabilitant des quartiers entiers. Ainsi, plus de 40 % de la superficie de la ville, à l’état de friches industrielles ou simplement inaccessible, a donné lieu à l’aménagement de nouveaux quartiers, comportant respect de l’environnement et accès aux nouvelles technologies. Après l'ouverture de deux nouveaux écoquartiers (Fort Numérique et Bords de Seine) et la constitution d'un programme immobilier Cœur de ville, la ville poursuit son développement.

## Politique et administration

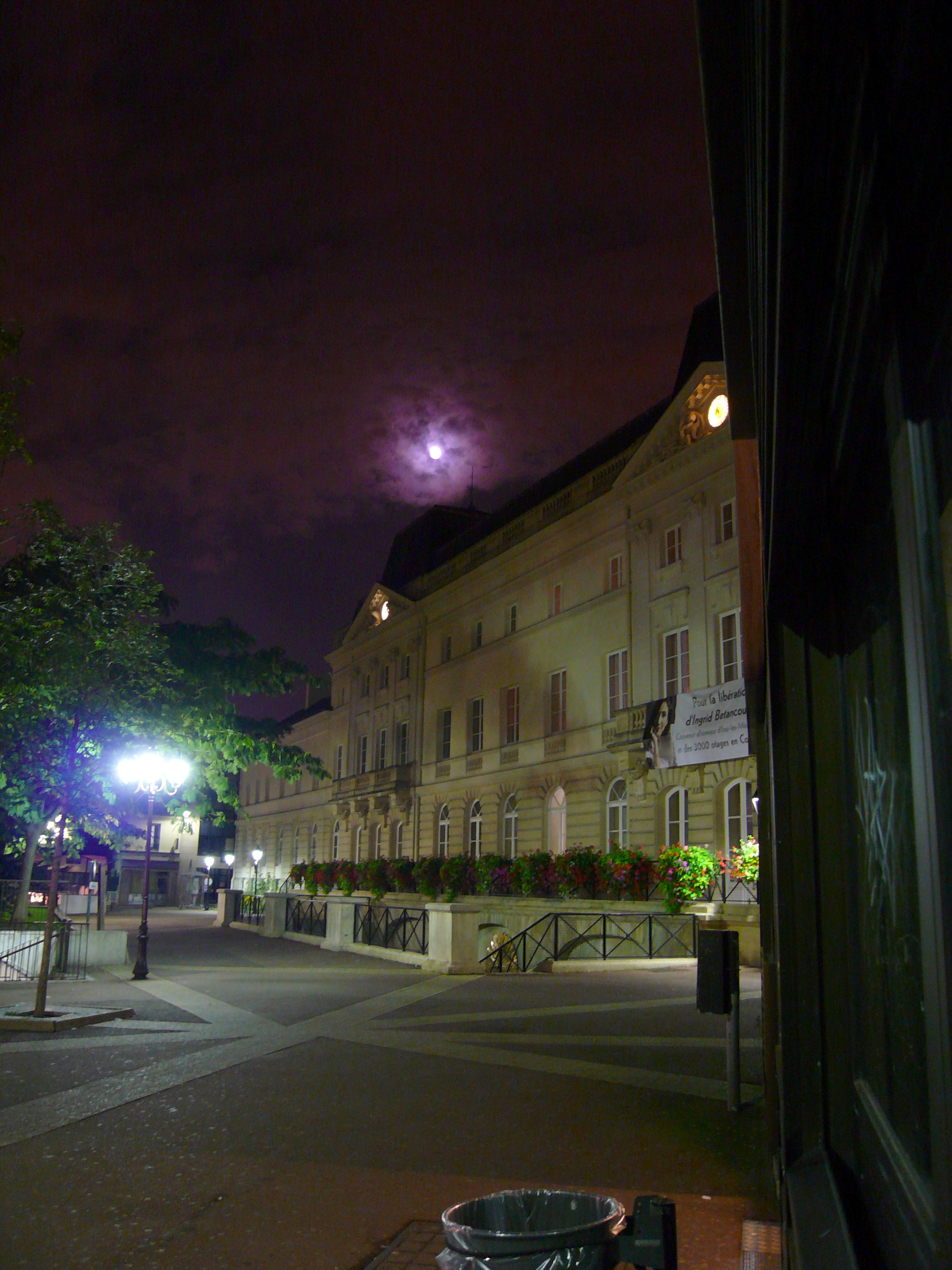
La mairie.

### Découpage administratif
Antérieurement à la loi du 10 juillet 1964, la commune faisait partie du département de la Seine. La réorganisation de la région parisienne en 1964 fait que la commune appartient désormais au département des Hauts-de-Seine et son arrondissement de Boulogne-Billancourt après un transfert administratif effectif au 1er janvier 1968. Pour l'élection des députés, la ville fait partie de la dixième circonscription des Hauts-de-Seine
Elle faisait partie de 1801 à 1893 du canton de Sceaux, année où elle intègre le canton de Vanves du département de la Seine. Lors de la mise en place des Hauts-de-Seine, la ville devient en 1967 le chef-lieu des cantons :
- Issy-les-Moulineaux-Est formé d'une partie d'Issy-les-Moulineaux (27 374 habitants au 1er janvier 2008),
- Issy-les-Moulineaux-Ouest formé d'une partie d'Issy-les-Moulineaux et d'une partie de Meudon (44 824 habitants au 1er janvier 2008, dont 35 923 habitants dans la commune d'Issy-les-Moulineaux)[39].

Dans le cadre du redécoupage cantonal de 2014 en France, un canton d'Issy-les-Moulineaux est créé, constitué de la seule commune d'Issy-les-Moulineaux et dont elle est désormais le bureau centralisateur.
L’organisation juridictionnelle rattache les justiciables d'Issy-les-Moulineaux au Tribunal judiciaire de Nanterre et au tribunal administratif de Cergy-Pontoise), tous rattachés à la Cour d'appel de Versailles. Le tribunal de commerce rattaché est celui de Nanterre et il existe un tribunal de proximité à Vanves.

### Intercommunalité

Grand Paris Seine Ouest.

La commune était membre depuis le 1er janvier 2004 de la Communauté d'agglomération Arc de Seine. Celle-ci a décidé de s'unir avec l'intercommunalité voisine communauté d'agglomération Val de Seine pour former, le 1er janvier 2010, la communauté d'agglomération Grand Paris Seine Ouest.
Dans le cadre de la mise en œuvre de la volonté gouvernementale de favoriser le développement du centre de l'agglomération parisienne comme pôle mondial est créée, le 1er janvier 2016, la métropole du Grand Paris (MGP), dont la commune est membre. La loi portant nouvelle organisation territoriale de la République du 7 août 2015 prévoit également la création de nouvelles structures administratives regroupant les communes membres de la métropole, constituées d'ensembles de plus de 300 000 habitants, et dotées de nombreuses compétences, les établissements publics territoriaux (EPT).
La commune a donc été intégrée le 1er janvier 2016 à l'Établissement public territorial Grand Paris Seine Ouest.
L'EPT G.P.S.O. regroupe 8 communes pour un total de 318 815 habitants (données 2020) et une superficie de 32,38 km². Les communes sont Boulogne-Billancourt, Chaville, Issy-les-Moulineaux, Marnes-la-Coquette, Meudon, Sèvres, Vanves et Ville d'Avray.
Le siège de l'intercommunalité est situé à Meudon, route de Vaugirard. Elle est présidée depuis 2010 par Pierre-Christophe Baguet, également maire de Boulogne-Billancourt.

### Tendances politiques et résultats
Depuis l'élection présidentielle de 2007, Issy-les-Moulineaux fait partie des 82 communes de plus de 3 500 habitants utilisant des machines à voter électroniques,.
Les maires d'Issy-les-Moulineaux et de Boulogne-Billancourt ont annoncé en avril 2016 leur volonté de fusionner leurs villes sous le régime des communes nouvelles, provoquant une polémique avec les oppositions locales, qui dénoncent « un arrangement politique insupportable » et demandent un référendum local. Cette fusion aurait dû avoir lieu le 1er janvier 2018 afin de « dégager des marges pour baisser les impôts » selon Pierre-Christophe Baguet,,,.

#### Élections présidentielles
Résultats des deuxièmes tours :
- Élection présidentielle de 2012[50] : 51,67 % pour François Hollande (PS), 48,33 % pour Nicolas Sarkozy (UMP). Le taux de participation était de 80,59 %.
- Élection présidentielle de 2017[51] : 87,38 % pour Emmanuel Macron (REM), 12,62 % pour Marine Le Pen (FN). Le taux de participation était de 75,28 %.
- Élection présidentielle de 2022[52] : 81,48 % pour Emmanuel Macron (LREM), 18,52 % pour Marine Le Pen (RN). Le taux de participation était de 75,90 %.

#### Élections législatives
Résultats des deuxièmes tours :
- Élections législatives de 2012[53] : 58,03 % pour André Santini (NC), 41,97 % pour Lucile Schmid (EÉLV). Le taux de participation était de 58,51 %.
- Élections législatives de 2017[54] : 57,54 % pour Gabriel Attal (LREM), 42,46 % pour Jérémy Coste (UDI). Le taux de participation était de 49,41 %.
- Élections législatives de 2022[55] : 62,78 % pour Gabriel Attal (Ensemble), 37,22 % pour Cécile Soubelet (NUPES). Le taux de participation était de 53,22 %.
- Élections législatives de 2024[56] : 61,62 % pour Gabriel Attal (Ensemble), 38,38 % pour Cécile Soubelet (NFP). Le taux de participation était de 67,26 %.

#### Élections européennes
Résultats des deux meilleurs scores :
- Élections européennes de 2014[57] : 21,49 % pour Alain Lamassoure (UMP), 17,77 % pour Marielle de Sarnez (MoDem). Le taux de participation était de 48,67 %.
- Élections européennes de 2019[58] : 33,57 % pour Nathalie Loiseau (LREM), 15,68 % pour Yannick Jadot (EÉLV). Le taux de participation était de 55,18 %.
- Élections européennes de 2024[59] : 22,29 % pour Valérie Hayer (Renaissance), 19,54 % pour Raphaël Glucksmann (Place publique). Le taux de participation était de 60,34 %.

#### Élections régionales
Résultats des deux meilleurs scores :
- Élections régionales de 2015[60] : 50,75 % pour Valérie Pécresse (UMP), 41,94 % pour Claude Bartolone (PS). Le taux de participation était de 58,25 %.
- Élections régionales de 2021[61] : 51,58 % pour Valérie Pécresse (DVD), 30,02 % pour Julien Bayou (EÉLV). Le taux de participation était de 39,18 %.

#### Élections départementales
Résultats des deux meilleurs scores :
- Élections départementales de 2015[62] : 67,15 % pour Nathalie Pitrou et Paul Subrini (UDI), 32,85 % pour Thomas Puijalon et Kathy Similowski (PS). Le taux de participation était de 41,82 %.
- Élections départementales de 2021[63] : 66,74 % pour Ludovic Guilcher et Nathalie Pitrou (UDI), 33,26 % pour Valérie Giraud et Damien Lecomte (DVG). Le taux de participation était de 39,10 %.

#### Élections municipales
Résultats des deuxièmes tours ou du premier tour si dépassement de 50 % :
- Élections municipales de 2014[64] : 67,04 % pour André Santini (UDI), 20,34 % pour Thomas Puijalon (PS). Le taux de participation était de 56,43 %.
- Élections municipales de 2020[65] : 60,26 % pour André Santini (UDI), 14,07 % pour Laurent Pieuchot (EÉLV). Le taux de participation était de 38,74 %.

### Administration municipale
Le nombre d'habitants au dernier recensement étant compris entre 60 000 et 79 999, le nombre de membres du conseil municipal est de 49.
André Santini (UDF, NC puis UDI) est le maire d'Issy-les-Moulineaux depuis le 3 février 1980.
Conseil municipal d'Issy-les-Moulineaux 2020-2026,.

### Liste des maires
Issy-les-Moulineaux a la particularité de n'avoir eu que six maires depuis la Libération :
| Période         | Période                       | Identité                       | Étiquette                                  | Qualité |
| --------------- | ----------------------------- | ------------------------------ | ------------------------------------------ | --- |
| août 1944       | janvier 1945                  | François Anita dit Saint-Gille |                                            | |
| 1945            | 3 avril 1949                  | Fernand Maillet                | PCF                                        | Manœuvre spécialisé puis coiffeur puis caviste Ancien adjoint au maire d'Issy (1935 → 1940) |
| 3 avril 1949    | mai 1953                      | Jacques Madaule                | MRP                                        | Écrivain et intellectuel catholique |
| mai 1953        | 26 juillet 1953               | Fernand Maillet                | PCF                                        | Manœuvre spécialisé puis coiffeur puis caviste |
| 26 juillet 1953 | 28 octobre 1973               | Bonaventure Leca               | SFIO puis PS                               | Ancien fonctionnaire municipal Décédé en fonction |
| 1973            | 8 janvier 1980                | Raymond Menand                 | MDSF                                       | Décédé en fonction |
| 3 février 1980  | En cours (au 21 juillet 2024) | André Santini,                 | UDF (MDS/PSD) puis UDF-FD puis NC puis UDI | Maître de conférences à l'université Ministre (1986 → 1988 et 2007 → 2009) Député des Hauts-de-Seine (10e circ.) (1988 → 2001, 2002 → 2007 et 2009 → 2017) Conseiller général d'Issy-les-Moulineaux-Ouest (2001 → 2002) Adjoint au maire de Courbevoie (1971 → 1977) Premier adjoint au maire d'Issy (1977 → 1980) Président du SEDIF (1983 → ) Président de la CC Arc de Seine (2003 → 2010) Président du conseil de surveillance de la SGP (2010 → 2015) Vice-président de la métropole du Grand Paris (2016 → ) Réélu pour le mandat 2014-2020 Réélu pour le mandat 2020-2026 |

### Politique de développement durable
La ville d’Issy-les-Moulineaux a adopté dès 1991 un plan municipal d'environnement, puis a lancé une démarche d'Agenda 21 en 2008. Des actions ont, depuis, été mises en place pour atteindre les objectifs définis : Bilan Carbone « Patrimoine et Services », permanence d’un conseiller info’ énergie ou encore engagement dans l’opération 10:10 aux côtés de Yann Arthus-Bertrand[source secondaire souhaitée].
- Économies d’énergie
Toitures végétalisées, verrières photovoltaïques, horodateurs solaires, systèmes LED pour les éclairages de Noël, guide de l’agent écoresponsable, véhicules fonctionnant au GPL ou à l’énergie électrique, récupération des eaux de source[source secondaire souhaitée].
- Préservation de la biodiversité.
Moutons-tondeuses pour entretenir un terrain, jardin botanique de 15 300 m2 et un grand parc de 19 ha regroupant de nombreuses espèces végétales et animales, ruches pour les abeilles, hôtels pour favoriser la reproduction des insectes auxiliaires.
Espaces verts : 60 ha d’espaces verts ouverts au public[source secondaire souhaitée].
- Isséane : une usine verte pour les déchets.
Les technologies les plus modernes permettent chaque année au centre de traitement de valoriser 460 000 tonnes de déchets ménagers et de trier 22 000 tonnes d’emballages ménagers[source secondaire souhaitée].
- Haute qualité environnementale
Issy-les-Moulineaux s’est engagée dans une démarche de construction « durable » des bâtiments publics comme privés avec la charte Isséo. Signée par les constructeurs et aménageurs intervenant à Issy, cette charte a pour but de pérenniser et de cadrer la qualité environnementale des bâtiments à usage d’habitat collectif, tertiaire et commercial en construction neuve[source secondaire souhaitée].

La ville d’Issy-les-Moulineaux est attachée au maintien, et même au développement, des espaces verts sur son territoire, et ce malgré la nécessité de construire toujours plus de logements pour répondre aux obligations fixées par l’État et la Région. Ainsi, lors de la révision du Plan Local d’Urbanisme (PLU) fin 2015, la commune a pris des mesures pour assurer le renforcement de la trame verte et bleue[source secondaire souhaitée].
Les récentes opérations d’aménagement avaient déjà permis d’augmenter la superficie des parcs et jardins (création d’un verger de 4 ha au Fort d’Issy, réalisation d’un parking au sein des Bords de Seine permettant de créer 1,2 ha de parc supplémentaire sur l’Ile Saint Germain).
La ville compte ainsi [Quand ?] 60 ha d’espaces verts ouverts au public. En effet, pour chaque projet à venir, les orientations d’aménagement du PLU intègrent la préservation de la trame verte et de la biodiversité.

### Distinctions et labels
Dès 1999, Issy-les-Moulineaux a reçu le label « Ville Internet @@@@ ».

### Jumelages
| Ville | Ville                          | Pays | Pays         | Période                   |
| ----- | ------------------------------ | ---- | ------------ | ------------------------- |
|       | Borough londonien de Hounslow, |      | Royaume-Uni  | depuis le 19 juin 1982    |
|       | Dapaong,                       |      | Togo         | depuis le 10 juin 1989    |
|       | district de Futian             |      | Chine        | depuis 2013               |
|       | Dongcheng                      |      | Chine        | depuis 1998               |
|       | Etchmiadzin,                   |      | Arménie      | depuis le 5 décembre 1989 |
|       | Frameries,                     |      | Belgique     | depuis 1979               |
|       | Guro-gu,                       |      | Corée du Sud | depuis 2005               |
|       | Ichikawa,                      |      | Japon        | depuis 2009               |
|       | La Nouvelle-Djoulfa,           |      | Iran         | depuis le 11 avril 2018   |
|       | Leshan,                        |      | Chine        | depuis 2003               |
|       | Macerata,                      |      | Italie       | depuis le 19 juin 1982    |
|       | Nahariya,                      |      | Israël       | depuis 1994               |
|       | Pozuelo de Alarcón,            |      | Espagne      | depuis 1990               |
|       | Weiden in der Oberpfalz,       |      | Allemagne    | depuis septembre 1954     |

Par ailleurs, la commune d'Issy-les-Moulineaux a signé des contrats de coopération :
- en 2003 avec Leshan, province du Sichuan en Chine[94]
- en 2009 avec Ichikawa au Japon[94]
- en 2013 avec le District de Futian en Chine (subdivision de Shenzhen)[94]
- en 2018 avec le quartier de la Nouvelle-Jolfâ d’Ispahan (Iran) via un pacte d'amitié

### Parrainages
Issy-les-Moulineaux est membre de l'association des villes marraines des forces armées (AVMfa) qui y a son siège. Elle parraine depuis 1990 deux unités militaires : l'Escadron d'hélicoptères 3/67 Parisis (EH 3/67) et la base aérienne 107 Villacoublay sur laquelle l'escadron d'hélicoptères est implanté. Ce parrainage est dû au fait que le maire d'Issy-les-Moulineaux André Santini, est le neveu du pionnier des hélicoptères de l'armée de l'air, le colonel Alexis Santini (1914-1997), qui fut affecté à Villacoublay à la fin de sa carrière.

### Intégrité publique
- Affaire Thinet (1990)
- Affaire de la Fondation Hamon (2000-2002)

## Population et société

### Démographie
Depuis les années 1990, le nombre d'emplois a augmenté en même temps que la population, qui est passée d'environ 46 000 dans les années 1980 à 66 662 en 2013 (recensement INSEE de 2013), alors que ce chiffre avait toujours oscillé entre 45 000 et 50 000 pendant les cinquante années précédentes.
Avec 70 000 emplois, Issy propose des services innovants tels que le conseil municipal interactif, le panel citoyen, les cyber crèches, le paiement du stationnement par téléphone mobile, le forum mondial de la démocratie électronique et compte 70 % de sa population connectée au web, dont les deux tiers en hauts débits (décembre 2004).
Il existe un grand centre commercial : « Issy 3 Moulins » ainsi qu'une ZAC.

#### Évolution démographique
L'évolution du nombre d'habitants est connue à travers les recensements de la population effectués dans la commune depuis 1793. Pour les communes de plus de 10 000 habitants les recensements ont lieu chaque année à la suite d'une enquête par sondage auprès d'un échantillon d'adresses représentant 8 % de leurs logements, contrairement aux autres communes qui ont un recensement réel tous les cinq ans,.

En 2022, la commune comptait 67 695 habitants, en évolution de −1,02 % par rapport à 2016 (Hauts-de-Seine : +2,75 %, France hors Mayotte : +2,11 %).
| 1793  | 1800  | 1806  | 1821  | 1831  | 1836  | 1841  | 1846  | 1851  |
| ----- | ----- | ----- | ----- | ----- | ----- | ----- | ----- | ----- |
| 1 400 | 1 024 | 1 010 | 1 243 | 1 573 | 2 104 | 2 629 | 2 982 | 3 626 |

| 1856  | 1861  | 1866  | 1872  | 1876  | 1881   | 1886   | 1891   | 1896   |
| ----- | ----- | ----- | ----- | ----- | ------ | ------ | ------ | ------ |
| 5 233 | 6 703 | 9 204 | 7 775 | 9 484 | 11 111 | 12 080 | 12 830 | 14 031 |

| 1901   | 1906   | 1911   | 1921   | 1926   | 1931   | 1936   | 1946   | 1954   |
| ------ | ------ | ------ | ------ | ------ | ------ | ------ | ------ | ------ |
| 16 639 | 19 128 | 23 175 | 26 587 | 32 513 | 40 386 | 44 091 | 42 449 | 47 369 |

| 1962   | 1968   | 1975   | 1982   | 1990   | 1999   | 2006   | 2011   | 2016   |
| ------ | ------ | ------ | ------ | ------ | ------ | ------ | ------ | ------ |
| 51 776 | 50 442 | 47 561 | 45 772 | 46 127 | 52 647 | 61 471 | 65 326 | 68 395 |

| 2021   | 2022   | - | - | - | - | - | - | - |
| ------ | ------ | - | - | - | - | - | - | - |
| 68 580 | 67 695 | - | - | - | - | - | - | - |

#### Pyramide des âges
En 2018, le taux de personnes d'un âge inférieur à 30 ans s'élève à 37,5 %, soit en dessous de la moyenne départementale (38,4 %). De même, le taux de personnes d'âge supérieur à 60 ans est de 18,3 % la même année, alors qu'il est de 20,0 % au niveau départemental.
En 2018, la commune comptait 32 513 hommes pour 35 747 femmes, soit un taux de 52,37 % de femmes, légèrement inférieur au taux départemental (52,41 %).
Les pyramides des âges de la commune et du département s'établissent comme suit.
| Hommes | Classe d’âge | Femmes |
| ------ | ------------ | ------ |
| 0,6    | 90 ou +      | 1,5    |
| 4,4    | 75-89 ans    | 6,3    |
| 11,1   | 60-74 ans    | 12,5   |
| 19,0   | 45-59 ans    | 19,5   |
| 26,0   | 30-44 ans    | 24,0   |
| 20,0   | 15-29 ans    | 18,8   |
| 18,9   | 0-14 ans     | 17,3   |

| Hommes | Classe d’âge | Femmes |
| ------ | ------------ | ------ |
| 0,6    | 90 ou +      | 1,6    |
| 5,2    | 75-89 ans    | 7,2    |
| 12,1   | 60-74 ans    | 13,5   |
| 19,3   | 45-59 ans    | 19,4   |
| 22,6   | 30-44 ans    | 21,9   |
| 20,2   | 15-29 ans    | 18,9   |
| 19,9   | 0-14 ans     | 17,4   |

#### Communauté corse
Issy-les-Moulineaux est le fief d'André Santini grâce en partie au rôle politique de la communauté corse qui réside sur la commune. Selon André Santini, les Corses seraient environ 1 500. La vie associative de la commune témoigne du rôle des Corses : Issy compte trois associations corses : « L'Amicale des Corses et Amis de la Corse », « Les Amis du Sartenais » et enfin « A Casa di u Populu Corsu ». La Corse a fourni trois de ses maires à la ville – de 1939 à 1940, le docteur Jean Alessandri, de 1953 à 1973, Bonaventure Leca et enfin de 1980 à nos jours, André Santini – qui comptait, il y a quelques années, cinq adjoints au maire originaires de Corse.

#### Communauté arménienne
Comptant la troisième plus importante communauté arménienne d’Ile-de-France, juste après celle d’Alfortville et de Clamart, présente depuis cinq générations, parfaitement intégrée et dynamique, Issy-les-Moulineaux apparaît en effet comme le point d’ancrage naturel de cette association qui trouve son origine en 1918. Dans les années 1920, à la suite du génocide arménien, la communauté arménienne s’établit sur l'île Saint-Germain puis dans les Hauts d’Issy, investissant la rue de la Défense (surnommée rue de la « Dé »), l’avenue Bourgain et le boulevard Rodin. Se forme alors autour du fort d’Issy, un véritable village avec ses cafés, ses commerces, ses épiceries, tous ces petits lieux qui ont permis l’enracinement de déracinés. Depuis, quelques rues du quartier des Épinettes ont été rebaptisées en hommage à l’Arménie. En 1975, la rue du Plateau devient la rue d’Erevan, capitale et foyer culturel de l’Arménie, puis en 2004, sur l’ancien emplacement du marché du fort, la place Etchmiadzin est inaugurée en hommage à la ville jumelle d’Issy (depuis 1989), considérée comme la capitale spirituelle des Arméniens. La même année, l’angle des rues Rabelais et Émile Duployé, est nommée place Manouchian, chef d’un groupe de résistants fusillés au fort du Mont-Valérien en 1943, dont un Isséen, Celestino Alfonso, qui a vécu au 25 rue de la Défense.
Autour de l’avenue Bourgain, cohabitent les deux édifices religieux de la communauté arménienne isséenne : l’église apostolique qui officialise en 1975 la présence arménienne sur la ville et le temple de l’église évangélique arménienne représentant le groupe confessionnel de protestants à Issy.
Au long de la saison 2006/2007, à l'occasion de l'année de l'Arménie en France et du projet Arménie mon amie, de nombreux événements autour du pays se déroulent à Issy-les-Moulineaux. De nombreuses animations ont également été organisées en 2015 à l'occasion du centenaire du génocide arménien. En 2019, la Ville a conclu un partenariat durable avec l’association HOMENETMEN, en vue d’accueillir le centre européen de cette organisation pan-arménienne consacrée au sport et au scoutisme dans le cadre de la rénovation du complexe Alain Mimoun. HOMENETMEN, qui signifie Union générale arménienne de culture physique, dispose de 28 000 membres répartis dans une centaine de sections à travers le monde.

### Enseignement
Issy-les-Moulineaux est située dans l'académie de Versailles.
Établissements scolaires
La ville administre dix-sept[Quand ?] écoles maternelles et seize écoles élémentaires communales.

Logo du lycée Eugène-Ionesco.

Sur son territoire se trouvent quatre collèges publics : le collège Victor-Hugo, le collège Henri-Matisse, le collège de la Paix et le collège Georges-Mandel, ouvert en septembre 2007, ainsi qu'un lycée public polyvalent : le lycée Eugène-Ionesco.
En matière d'enseignement privé, la ville compte le groupe scolaire La Salle Saint-Nicolas, regroupant un collège, un lycée d'enseignement générale et technologique, un lycée professionnel et un centre de formation par l'apprentissage géré par les frères des écoles chrétiennes. Devant l'entrée se trouve une statue de Saint-Jean-Baptiste de la Salle, fondue par les établissements Peaucelle-Coquet. On y trouve également l'école maternelle et élémentaire Sainte Clotilde.
Vie universitaire
- STUDEC TV et Studio école de France, école des métiers de la radio et de la télévision
- EFB, école de formation des barreaux de la Cour d'appel de Paris
- INA Expert, école de l'INA spécialisée dans les formations sur la stratégie, la conception et le marketing des contenus audiovisuels et des nouveaux médias
- ISEP, école d'ingénieurs numériques
- ISIFA, centre d'apprentissage en alternance (commerce, comptabilité, etc.)
- UCL, université catholique de Lille qui y possède un campus spécialisé au droit

### Santé
- L'Espace Santé Simone-Veil

L'ancien « Dispensaire Victor Cresson » propose aujourd'hui un centre de soins (consultations de médecine générale, vaccinations gratuites, soins dentaires, etc.), un parcours santé jeunes et un centre de planification familiale[réf. nécessaire]. Depuis le 26 mai 2018, le Centre Municipal de Santé a pris le nom d'Espace Santé Simone-Veil, en hommage à l'ancienne ministre de la santé et à ses multiples combats pour les droits des femmes.
- L'Espace Santé Jeunes

Cette structure accueille les jeunes de 13 à 25 ans dans un cadre confidentiel, anonyme et gratuit. Une équipe de professionnels (psychologues, diététicienne, socio-esthéticienne, etc.) les informe et les accompagne pour toutes les préoccupations relatives à la santé[réf. nécessaire].
- Hôpital Corentin-Celton (anciennement hôpital des Petits-Ménages)
- Hôpital Suisse de Paris

L’Hôpital Suisse de Paris est aussi un centre de vaccinations internationales habilité à effectuer la vaccination anti-amarile (fièvre jaune) et à délivrer les certificats internationaux de vaccination contre la fièvre jaune.
- Clinique du parc de Vanves

### Sports
Issy s'est dotée d'équipements sportifs : courts de tennis, gymnases, piscines (dont une piscine conçue selon les principes du Feng shui dans l'écoquartier du Fort), stades, pas de tir à l'arc, arches d'escalade, poney-club, etc. L'installation phare de la ville est le Palais des sports Robert-Charpentier.
Deux clubs se distinguent :
- Football féminin Issy-les-Moulineaux
- Le club d'Issy-les-Moulineaux handball féminin (désormais Paris 92) évolue en 1re division. Le club masculin évoluait en Nationale 3 jusqu'en 2014/2015, puis est monté en Nationale 2.

### Escrime
Le club d'escrime accueille des sportifs de haut niveau tel que Maxime Pauty (médaillé d'or par équipes à Tokyo 2020 et de bronze à Paris 2024) ainsi que Maximilien Chastanet (médaillé de bronze à Paris 2024). Ce club performe au niveau national et au niveau international, cumulant des titres de champion de France et des médailles olympiques (dont une en or).

### Médias
Issy-les-Moulineaux possède son propre journal mensuel, nommé « Point d'appui »[pertinence contestée]. Son titre fait référence à la citation d'Archimède « donnez moi un point d'appui et je soulèverai le monde ».
Outre son site web, créé dès 1996, la ville possède aussi sa propre web Tv « Issy.tv » qui met en images l’actualité d’Issy.

### Cultes
Les Isséens disposent de lieux de culte catholique, apostolique arménien, israélite, musulman et protestant, et d'un lieu de sépulture, le cimetière d'Issy-les-Moulineaux.

#### Culte catholique
Depuis janvier 2010, la commune d'Issy-les-Moulineaux fait partie du doyenné des Portes, l'un des neuf doyennés du diocèse de Nanterre.
Au sein de ce doyenné, les cinq lieux de culte relèvent des cinq paroisses, :
- paroisse Notre-Dame des Pauvres : l'église Notre-Dame-des-Pauvres
- paroisse Saint-Étienne : l'église Saint-Étienne
- paroisse saint-Benoît : l'église Saint-Benoît
- paroisse Saint-Bruno : l'église Saint-Bruno
- paroisse Sainte-Lucie : l'église Sainte-Lucie des Moulineaux.

S'ajoute à celles-ci :
- l'église Maronite Saints-Sauveur-et-Maroun, dédiée à la liturgie maronite.
- l'église apostolique arménienne Sainte-Marie-Mère-de-Dieu située 6, avenue Bourgain

#### Culte israélite
L'Association du consistoire israélite de Paris administre une synagogue.

#### Culte musulman
Le Centre musulman d'Issy abrite une salle de prières.

#### Culte protestant
- Temple et presbytère de l'Église protestante unie de France, 16 bis et 18, rue Marceau[111].
- Église évangélique arménienne, 28 avenue Bourgain[112].

## Économie

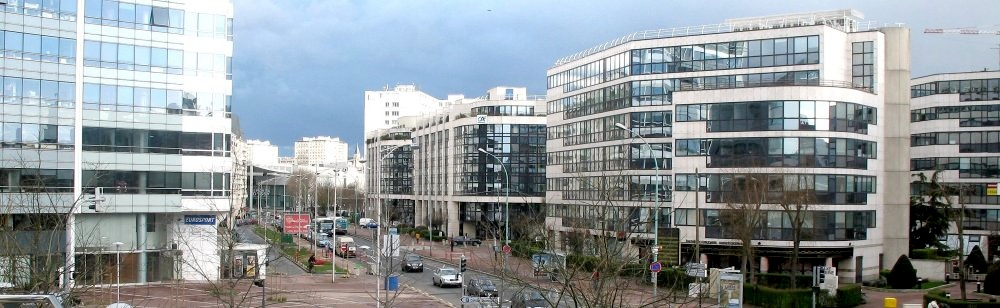
le Val-de-Seine.

la Tour Sequana.

Commune mixte, à la fois résidentielle et pourvue de nombreux emplois et commerces, Issy-les-Moulineaux partage avec le 15e arrondissement de Paris le quartier d'affaires du Val de Seine.
Par les transports en commun, les pôles d'emplois de Boulogne-Billancourt, de Saint-Quentin-en-Yvelines et de La Défense sont aisément accessibles, tout comme le bassin de l'aire urbaine de Paris et les principaux quartiers d'affaires parisiens.

### Revenus de la population et fiscalité
En 2011, le revenu fiscal médian par ménage était de 38 017 €, ce qui plaçait Issy-les-Moulineaux au 345e rang parmi les 36 615 communes de plus de cinquante ménages en métropole.
L’encours de la dette s’élevait à 808 000 € en décembre 2015, soit seulement 12 € par habitant. Le budget de la commune s’élevait à 134,1 millions d’euros en 2015.

### Emploi
En 2012, la population âgée de 15 à 64 ans s'élevait à 45 456 personnes, parmi lesquelles on comptait 80,9 % d'actifs dont 74,1 % ayant un emploi et 6,8 % de chômeurs.

On comptait 53 048 emplois dans la commune, contre 47 111 en 2007. Le nombre d'actifs ayant un emploi résidant dans la commune étant de 34 016, l'indicateur de concentration d'emploi est de 155,9 % (143,8 % en 2007), ce qui signifie que la commune offre un emploi et demi par habitant actif. Le taux de chômage est de 7,07% (chiffres décembre 2018 - demandeurs d'emploi de catégorie A - sources : Direccte UD92 et SOEE).
Le quartier d'affaires d‘Issy-les-Moulineaux s'est développé très rapidement pendant les deux dernières décennies : tout le quartier du Val-de-Seine a été reconstruit, passant d'une dominance industrielle à tertiaire.
Au 31 décembre 2012, Issy-les-Moulineaux comptait 7 377 établissements : 8 dans l’agriculture-sylviculture-pêche, 245 dans l'industrie, 528 dans la construction, 5 778 dans le commerce-transports-services divers et 818 étaient relatifs au secteur administratif.
La ville, comme sa voisine Boulogne-Billancourt, concentre de nombreuses entreprises du secteur de l'audiovisuel (France Médias Monde, Canal +, Eurosport, Arte France, etc.).
En 2013, 690 entreprises ont été créées à Issy-les-Moulineaux dont 452 entreprises individuelles.
La ville est un moteur de l'emploi en Île-de-France, notamment dans le secteur tertiaire où son quartier d'affaires, le Val-de-Seine, possède plus de 350 000 m2 de bureaux[réf. nécessaire], avec de nombreux sièges sociaux internationaux (Sodexo, Microsoft, Coca-Cola, La Poste, Accor, Capgemini, Orange — siège mondial — et Nestlé en 2020). La transformation de la ville en fleuron français des nouvelles technologies lui a valu une renommée internationale.

## Culture locale et patrimoine

### Musées et monuments
La commune compte de nombreux lieux culturels et cultuels.
- Le Musée français de la carte à jouer est le seul musée consacré à la carte à jouer en France. Il abrite en annexe, dans le pavillon d'entrée de l'ancien château des princes de Conti qui jouxte le bâtiment moderne consacré à la carte à jouer, la Galerie d'histoire de la ville. Il s'agit également d'un des lieux où se tient la Biennale d'art contemporain.
- Le Séminaire Saint-Sulpice.
- La Manufacture des Tabacs, inscrite au titre des monuments historiques en 1984.
- La Villa Jassédé (Hector Guimard - 1893)[118].
- La Halle et parc de l'île Saint-Germain et la Tour aux figures de Jean Dubuffet, commande de l'État de 1983 et inaugurée en 1988, soit quelques années après la mort de l'artiste. Son projet date de 1967 et fait partie du cycle de « L'Hourloupe »[119].
- L'Hôtel de ville, construit d'après les plans de Louis Bonnier, architecte qui réalisa aussi le magasin du marchand Siegfried Bing, à Paris.
- Le Mémorial du génocide arménien d'Issy-les-Moulineaux.
- L'église Saint-Étienne, XVIIe siècle, classée[120].
- L'église Notre-Dame-des-Pauvres, 1950-1954, classée monument historique en 2007.
- L'église Saints-Sauveur: de style néo-roman, cette chapelle fut désaffectée du culte en 2004 avant de revenir, en tant qu'église, aux catholiques maronites qui la firent reconsacrer par Mgr Nasser Gemayel en janvier 2018.
- Les Vitraux de la Trinité de Carlo Roccella, église Saint-Bruno (de 1936 par Paul Rouvière architecte).

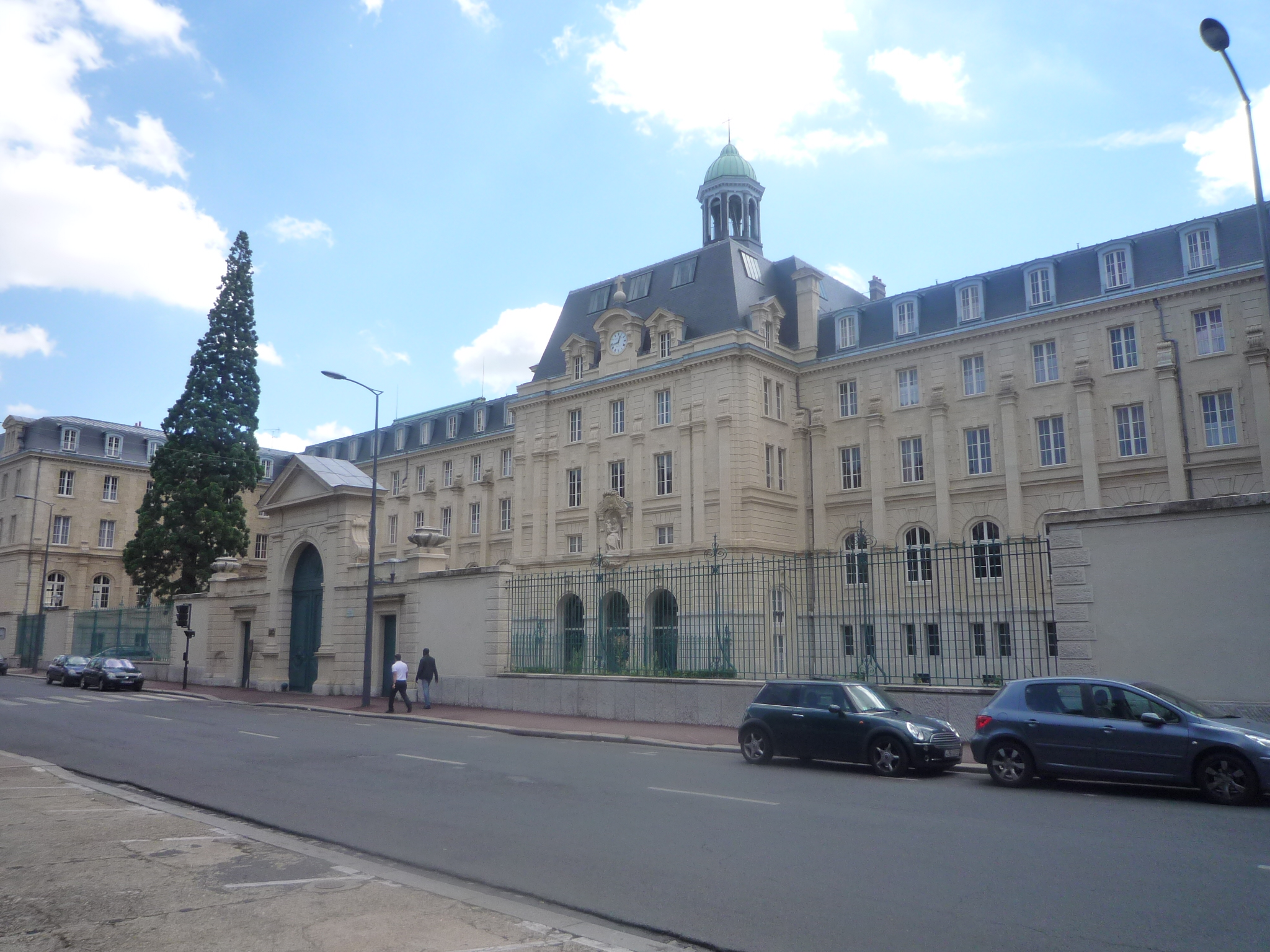
Le séminaire Saint-Sulpice.
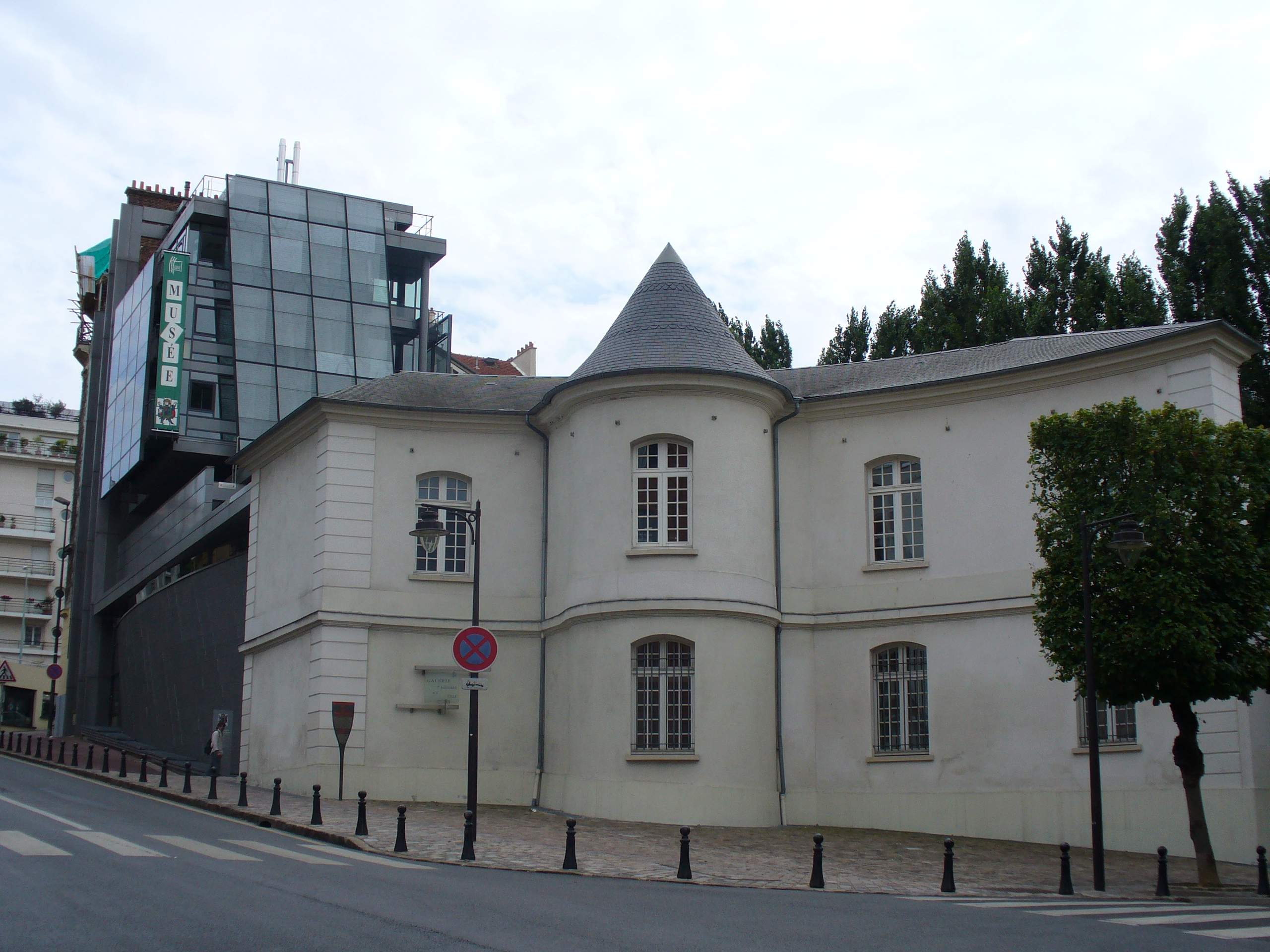
Musée français de la carte à jouer.
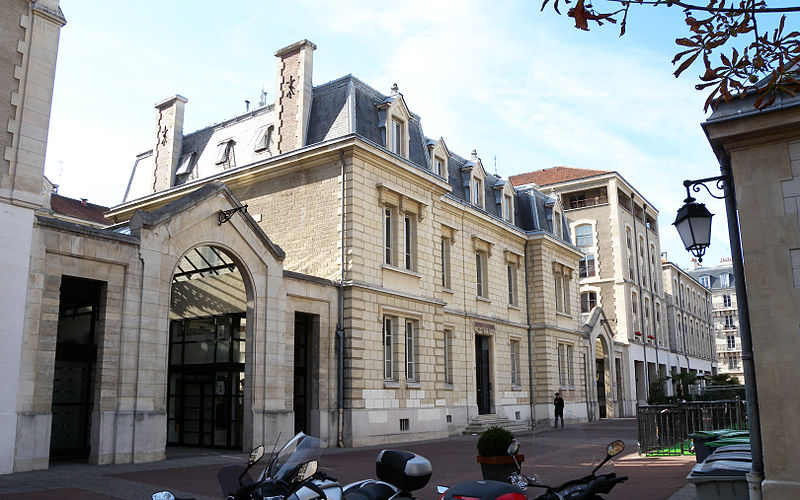
Manufacture des Tabacs.
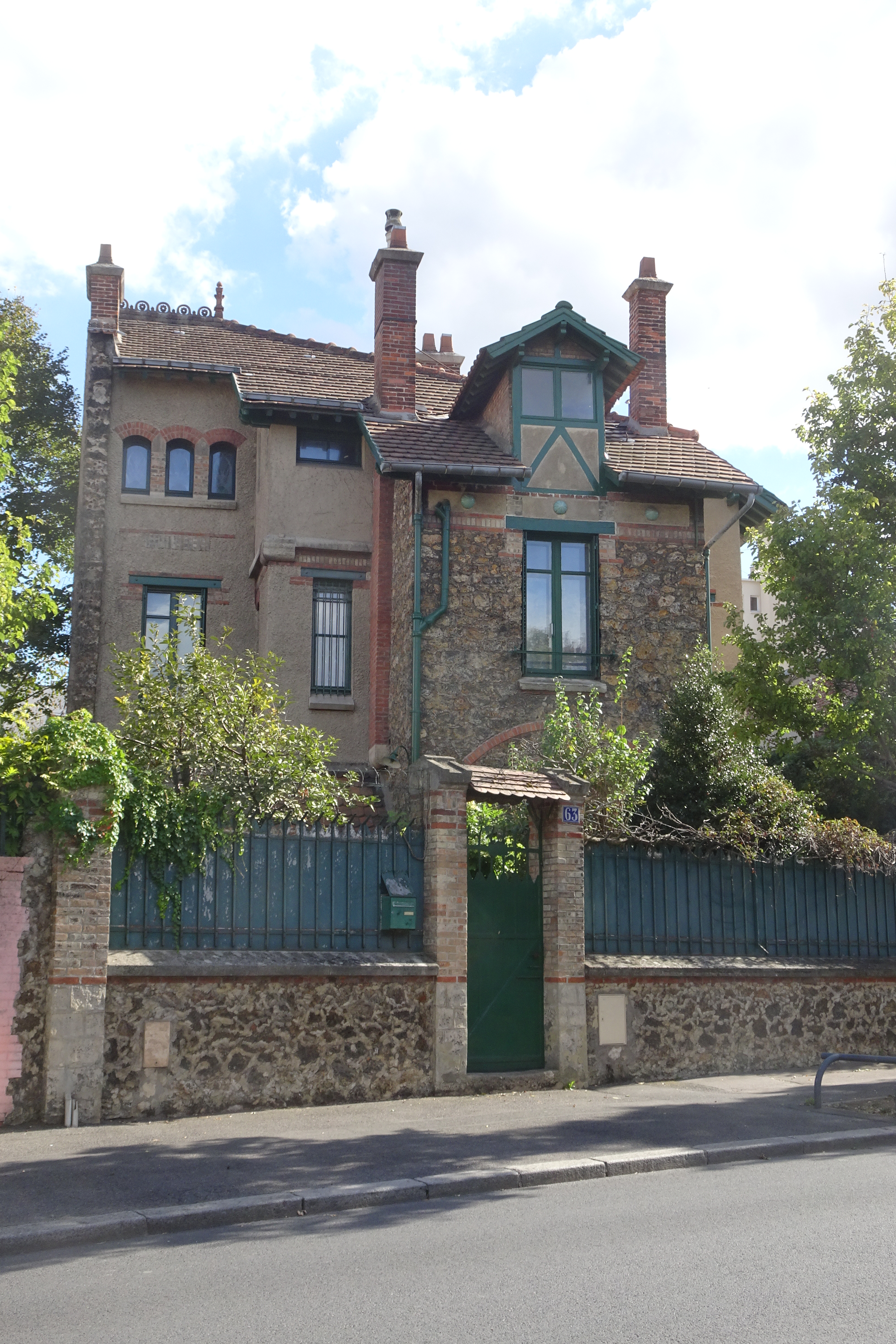
Villa Jassédé.
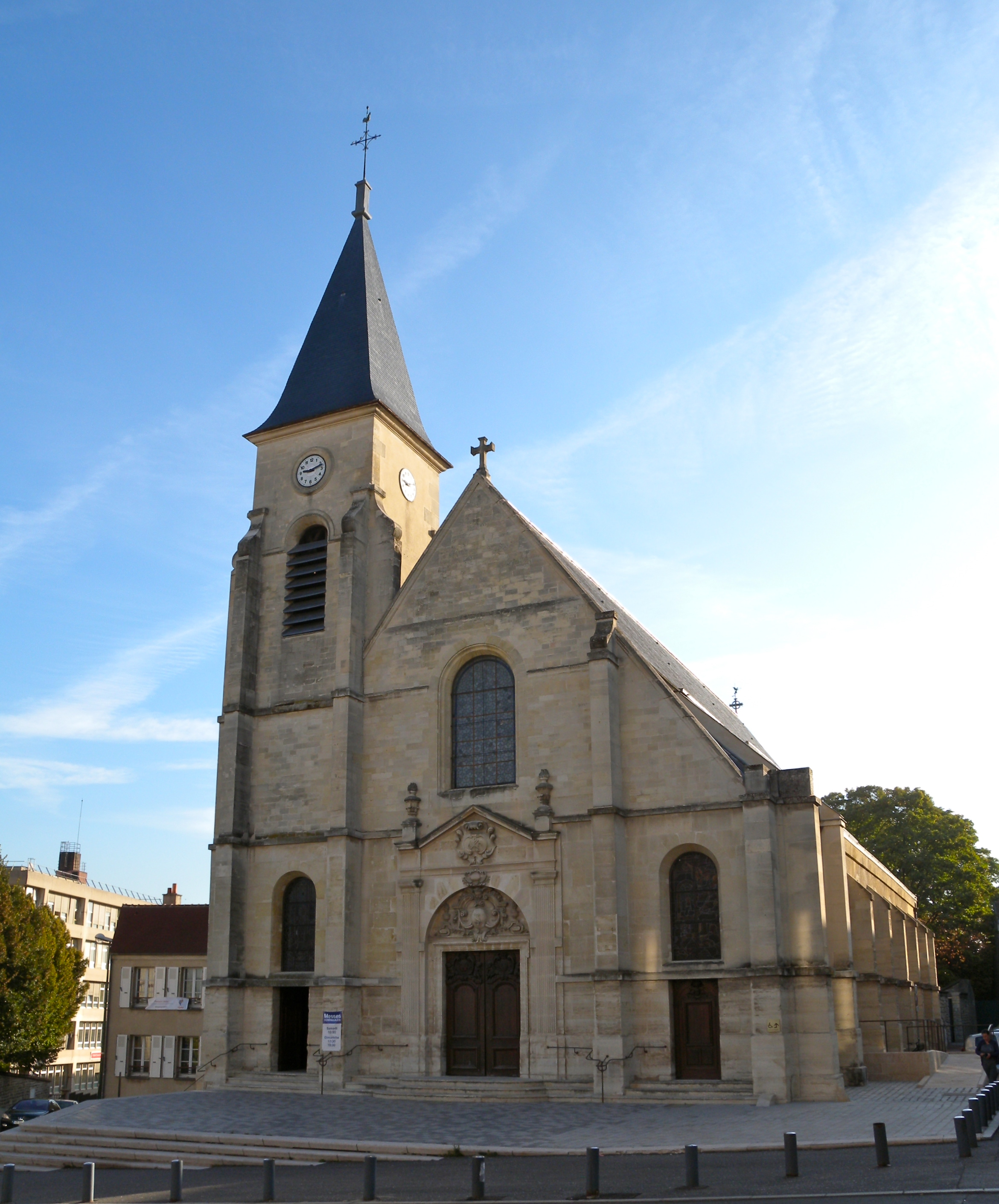
Église Saint-Étienne.

### Équipements culturels
- Le Conservatoire Niedermeyer est situé dans le centre-ville de la commune.
- Le PACI, Palais des Arts et des Congrès d'Issy-les-Moulineaux, (autrefois Maison du peuple), accueillant de nombreuses manifestations culturelles.

### Immeubles de grande hauteur
- Les Terrasses de Rodin ensemble résidentiel de grande hauteur (87 m) surplombant la ville ;
- Tour Sequana : gratte-ciel de 100 m dans le quartier d'affaires Val de Seine (2010) ;
- Tours du Pont d'Issy : programme d'urbanisme tertiaire dans le quartier du Val de Seine.

### Bâtiments d'utilité publique
- Isséane : centre de traitement des ordures ménagères, semi-enterré, ouvert en 2008.

### Patrimoine naturel
- Le parc départemental de l'île Saint-Germain, situé sur l'île Saint-Germain.
- Issy-les-Moulineaux comporte également de nombreux espaces verts, notamment le jardin de la Cour d’Honneur Roseraie, le Jardin japonais du Fort, le Jardin botanique, labellisé refuge LPO, le parc Henri-Barbusse, le parc Saint Jean-Paul II, le parc de l’Abbé Derry, le parc des Varennes, parc de la Résistance, le parc de Nahariya, le parc de la Ferme et le parc Rodin.

La ville abrite également 9 squares et 6 aires de jeux.

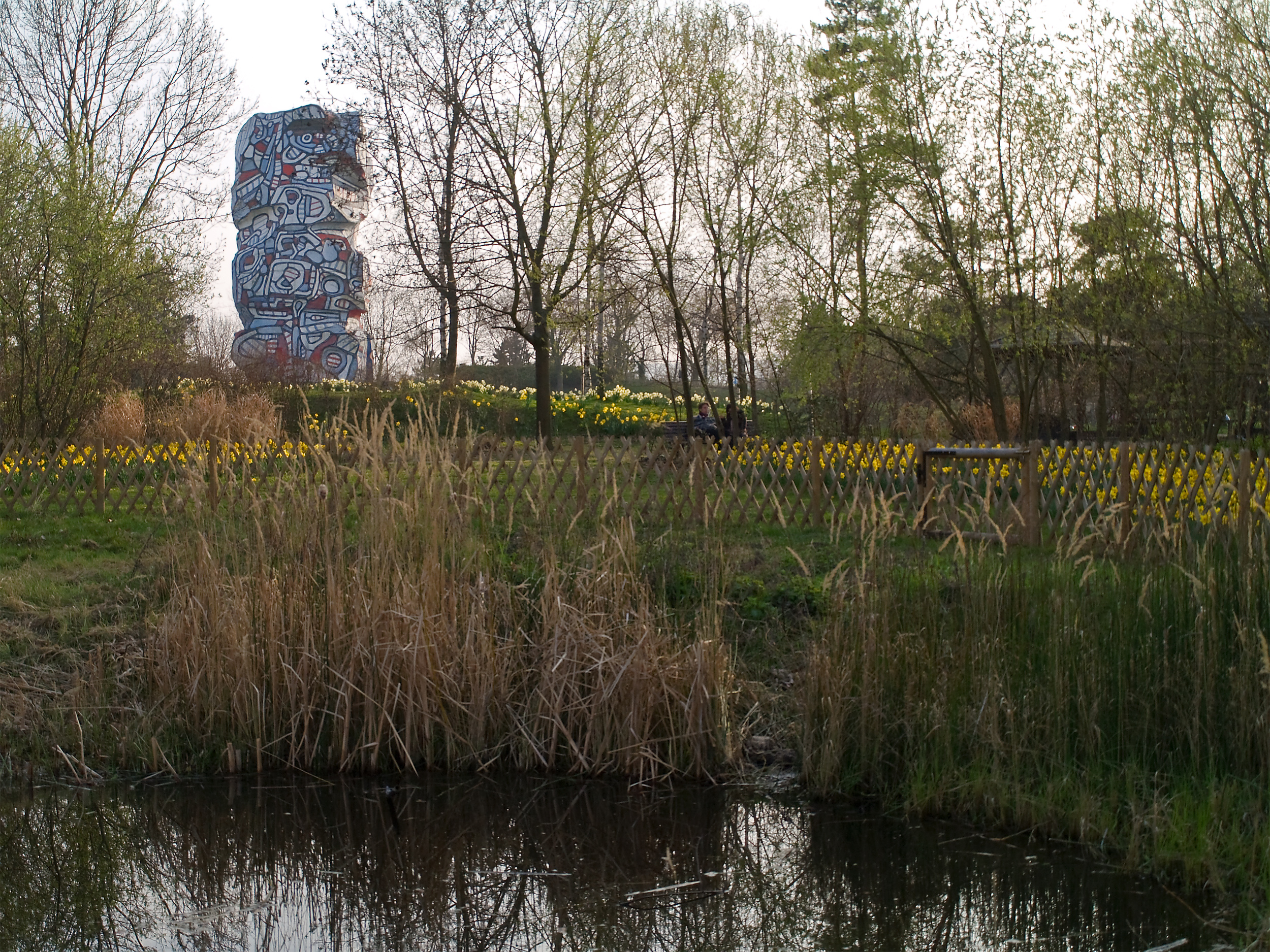
Parc de l'île Saint-Germain et la Tour aux Figures.
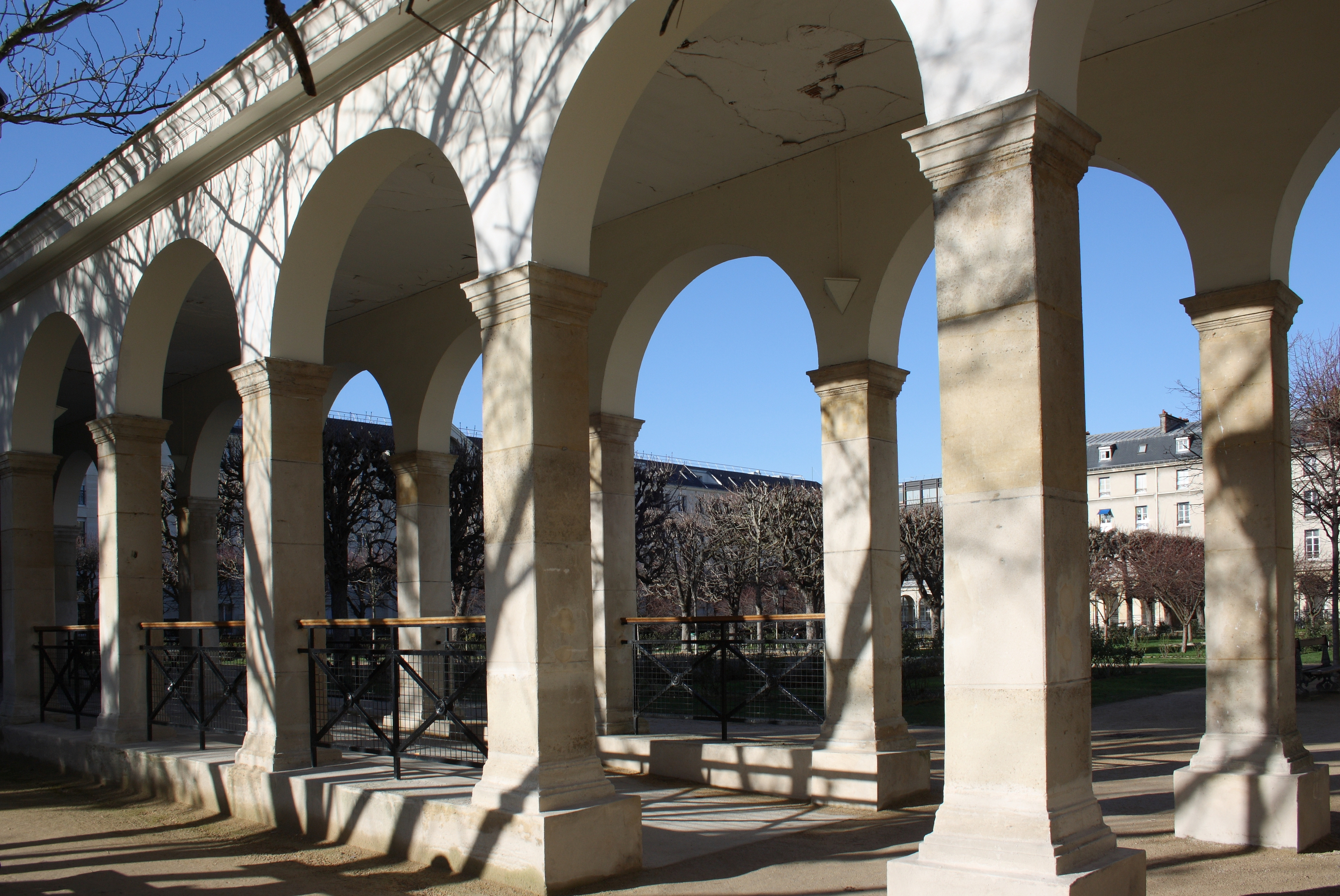
Jardin de l'hôpital Corentin Celton.

### Personnalités liées à la commune
- André Hercule de Fleury (1653-1743), homme d'État, ministre de Louis XV et ecclésiastique
- Charles-Maurice de Talleyrand-Périgord (1754-1838), homme d’État et diplomate
- Charles-François Bourgeois (1759-1821), général d'Empire
- Virginie Ghesquière (1786-1867), sergente dans la Grande Armée y est décédée
- Napoléon Mortier de Trévise (1804-1869), duc de Trévise, agronome et homme politique
- Ernest Renan (1823-1892), écrivain, philologue, épigraphiste, historien et philosophe
- Auguste Rodin (1840-1917), sculpteur
- Nina Gallay-Charbonnel (1868-1945), peintre française y est décédée
- Henri Matisse (1869-1954), peintre, dessinateur, sculpteur et graveur
- Robert Doisneau (1912-1994), photographe
- Lucie Aubrac (1912-2007), résistante, enseignante et militante politique
- Robert Charpentier (1916-1966), coureur cycliste
- Guy Ducoloné (1920-2008), résistant, député et vice président de l'assemblée nationale
- Madeleine Vincent (1920-2005), résistante et militante politique
- Désiré Dondeyne (1921-2015), chef d'orchestre et compositeur
- Valérie André (1922), résistante, médecin militaire et pilote d'hélicoptère
- Clara Benoits (1930), syndicaliste, militante pour l'indépendance de l'Algérie
- Rika Zaraï (1938-2020), chanteuse franco-israélienne
- Tony D'Amario (1960-2005), acteur français
- Thierry Adam (1963), journaliste sportif
- Olivier Megaton (1965), réalisateur
- André Bouchet (1967), Passe-Partout dans Fort Boyard
- Manu Larcenet (1969), auteur de bande dessinée
- Ali (1974), rappeur ayant formé le duo Lunatic avec Booba
- Jérôme Rothen (1978), footballeur professionnel
- Leïla Bekhti (1984), actrice
- Eva Berberian (1986), chanteuse
- Grégoire Blanc (1996), musicien

### Chansons liées à la commune
- Dans Les loups sont entrés dans Paris, chanson française sortie en 1967, écrite par Albert Vidalie, sur une musique de Louis Bessières, interprétée par Serge Reggiani, les paroles citent quatre fois le nom d'Issy, en précisant les lieux d'entrée des premiers loups dans la capitale, « l´un par Issy, l´autre par Ivry », suivis plus tard par cent autres congénères, « soit par Issy, soit par Ivry », ces points de passage étant également empruntés par les bêtes en quittant la ville. C'est aussi un jeu de mots, basé sur l'homophonie de « par Issy » et « par ici », et de plus, entendues avec cette dernière orthographe, les phrases conservent un sens. Ceux qui interprètent cette chanson comme une allégorie de l'entrée dans la capitale de l'armée versaillaise venue réprimer durant la Semaine sanglante l'insurrection de la Commune de Paris peuvent voir, en cette mention d'Issy dans le texte, un argument en faveur de leur thèse : c'est par le sud-ouest de la capitale, en effet, que s'est historiquement opéré cette offensive.
- Issy-les-Moulineaux est aussi mentionné dans les paroles de la chanson Les Hommes à tout faire, de l'album Agata, sorti en 1969, de l'auteur-compositeur-interprète Nino Ferrer : « […] Tandis que Jojo, d'Issy-les-Moulineaux, / C'est un conducteur de métro, / Quand il arrive au terminus, / Il va se promener en autobus. […] »[122]. Cette chanson accompagne le générique du feuilleton télévisé Agence Intérim, réalisé par Marcel Moussy et Pierre Neurrisse et diffusé la même année[123].

### Films liés à la commune
- 1951 : Gibier de potence d’André Baud et Roger Richebé.
- 1961 : La Belle Américaine de Robert Dhéry et Pierre Tchernia.
- 1963 : Un drôle de paroissien de Jean-Pierre Mocky.
- 1965 : Pierrot le Fou de Jean-Luc Godard.
- 1992 : Le Bal des casse-pieds d’Yves Robert.
- 1993 : Métisse de Mathieu Kassovitz.
- 1996 : Le Jaguar de Francis Veber.
- 2008 : Cliente de Josiane Balasko.
- 2011 : L'amour dure trois ans de Frédéric Beigbeder.
- 2012 : Il était une fois, une fois de Christian Merret-Palmair.
- 2013 : Vive la France de Michaël Youn.

### Œuvres d'art liées à la commune
- Les usines des Moulineaux à Issy, tableau de Frank-Will (1900-1950) conservé au Musée d'Art et d'Histoire de Meudon[124].

### Héraldique et devise
| Armes d’Issy-les-Moulineaux | Elles peuvent se blasonner ainsi aujourd’hui : D'azur au filet en sautoir d'or cantonné en chef d'un aéroplane d'argent, en pointe et aux flancs de trois moulins à vent du même ouverts de sable. |

La devise de la ville d'Issy-les-Moulineaux est Habeo Semper Alas, ce qui signifie en latin « De tous temps, j'ai des ailes », en référence aux moulins à vent ainsi qu'à l'aviation.

## Pour approfondir